# JNR série 111 et 113
 (juillet 2024).
 (juillet 2024).
 (juillet 2024).
La mise en forme du texte ne suit pas les recommandations de Wikipédia : il faut le « wikifier ».
Les points d'amélioration suivants sont les cas les plus fréquents. Le détail des points à revoir est peut-être précisé sur la page de discussion.
- Les titres sont pré-formatés par le logiciel. Ils ne sont ni en capitales, ni en gras.
- Le texte ne doit pas être écrit en capitales (les noms de famille non plus), ni en gras, ni en italique, ni en « petit »…
- Le gras n'est utilisé que pour surligner le titre de l'article dans l'introduction, une seule fois.
- L'italique est rarement utilisé : mots en langue étrangère, titres d'œuvres, noms de bateaux, etc.
- Les citations ne sont pas en italique mais en corps de texte normal. Elles sont entourées par des guillemets français : « et ».
- Les listes à puces sont à éviter, des paragraphes rédigés étant largement préférés. Les tableaux sont à réserver à la présentation de données structurées (résultats, etc.).
- Les appels de note de bas de page (petits chiffres en exposant, introduits par l'outil «  Source ») sont à placer entre la fin de phrase et le point final[comme ça].
- Les liens internes (vers d'autres articles de Wikipédia) sont à choisir avec parcimonie. Créez des liens vers des articles approfondissant le sujet. Les termes génériques sans rapport avec le sujet sont à éviter, ainsi que les répétitions de liens vers un même terme.
- Les liens externes sont à placer uniquement dans une section « Liens externes », à la fin de l'article. Ces liens sont à choisir avec parcimonie suivant les règles définies. Si un lien sert de source à l'article, son insertion dans le texte est à faire par les notes de bas de page.
- La présentation des références doit suivre les conventions bibliographiques. Il est recommandé d'utiliser les modèles {{Ouvrage}}, {{Chapitre}}, {{Article}}, {{Lien web}} et/ou {{Bibliographie}}. Le mode d'édition visuel peut mettre en forme automatiquement les références.
- Insérer une infobox (cadre d'informations à droite) n'est pas obligatoire pour parachever la mise en page.

Pour une aide détaillée, merci de consulter Aide:Wikification.
Si vous pensez que ces points ont été résolus, vous pouvez retirer ce bandeau et améliorer la mise en forme d'un autre article.
Les série 111 (111系, 111-kei) (111けいでんしゃ/111 keidensha ou 国鉄111系電車) et série 113 (113系, 113-kei) (113けいでんしゃ/113 keidensha ou 国鉄113系電車) sont un type de rames automotrices électriques (EMU), utilisées pour les services de banlieue et périurbains japonais, introduites en 1962 par la JNR, et actuellement encore exploitées dans la région du Kansai par la JR West, les JR East, Central, et Shikoku les ayant déjà réformé en date de 2023.

## Aperçu
Il s'agit d'un train de banlieue et suburbain aux standards des "Nouveau train performant", et se positionne comme la nouvelle version à courant continu issu de la série 401, un train AC /DC développé pour la Ligne Jōban en 1960, et le modèle sœur, la série 421, pour la ligne principale de Sanyō.
L'exploitation commerciale de la série 111 a commencé sur la ligne principale Tōkaidō, en juin 1962 et l'exploitation commerciale a commencé sur la ligne Yokosuka en octobre de la même année. En février 1964 (Showa 39), la série 113 a été introduite et a été principalement utilisée à Honshū, dans les zones métropolitaines, comme dans les transports locaux, par exemple dans la région de Bōsō. Il était largement utilisé pour les trains locaux et express sur les itinéraires situés dans les régions plates et chaudes.

### Genèse du projet
Les séries 80 et 153 ont été utilisées sur les trains du Shōnan de la fin des années 1950 au début des années 1960. Cependant, les deux modèles n'avaient que deux portes par face et une marche d'accès, ce qui rendait difficile la gestion du nombre croissant de voyageurs pendant les heures de pointe, rendant impossible la montée et la descente des trains avec efficacité à chaque gare. Comme solution, il a été envisagé de retirer la marche de la série 80 et de la transformer en trains à trois portes, et des schémas ont même été créés.
Cependant, à l'époque, l'extension des tronçons électrifiés de la ligne Sanyō et de la ligne principale Shin-Etsu était prévue, et il aurait fallu modifier un grand nombre de trains, ce qui serait coûteux, et fut jugé être une mauvaise idée. L'introduction d'un modèle à 4 portes, à sièges transversaux (avec strapontins sur le zone des portes), basée sur la série 101 a également été envisagée, et des plans ont également été créés à cet effet. Mais il a été déterminé que cela n'offrirait pas une excellente habitabilité en tant que voiture.
Basée sur la série 111, la série 113 a été introduite en décembre 1963 en utilisant le moteur de traction de type MT54 avec une puissance augmentée à 120 kW . De décembre 1963 à mars 1982, 2 943 voitures (2 977 voitures dont les types Salo 124 et 125,des voitures vertes) furent fabriquées.
En raison de la privatisation des chemins de fer nationaux le 1er avril 1987, la East Japan Railway Company (JR East) comptait 1 566 voitures, la Central Japan Railway Company (JR Central) 438 voitures, la West Japan Railway Company (JR West) 772 voitures, et Chemin de fer de Shikoku.Un total de 2 788 wagons ont été hérités, et de 9 wagons qui ont été mis au rebut en raison d'un accident . L'exploitation a pris fin avec JR Central en 2007 , JR East en 2011 et JR Shikoku en 2019 en raison du remplacement par un modèle successeur . En avril 2023, il y avait encore 112 voitures en activité à JR West , et elles sont principalement utilisées dans les trains locaux.

## Technique

### Carrosserie du véhicule
La carrosserie de la voiture est dotée de trois portes par face et de sièges transversaux, suivant la structure des séries 401 et 421. La forme avant est la même structure que celle de la série 153, celles produites à partir de 1961. Les phares étaient de grands modèles au moment de l'achèvement des prototypes, et ont ensuite été convertis en faisceaux scellés plus petits, liés avec les travaux de renforcement avant.
La carrosserie de la voiture a été peinte aux couleurs Shōnan, une livrée bicolore composée de vert no 2 et "jaune brun". La ceinture de couleur brun jaunâtre autour des fenêtres a été élargie afin qu'elle puisse être identifiée, comme une série 153, même de loin, et le vert numéro 2  s'étend jusqu'à l'avant de la du train, en une forme en V par le bas.
Le moteur principal est de série 111 de type MT46A avec une puissance nominale horaire de 100 kW, identique à celle des séries 401 et 421, le rapport de démultiplication est le même à 4,82 et le contrôleur principal est également du type CS12A. La série 113, ajoutée après 1963, était équipée du moteur principal de type MT54 d'une puissance nominale horaire de 120 kW, et la capacité du contrôleur principal et de la résistance principale a également été augmentée en conséquence.
Il était prévu initialement d'utiliser des bogies à ressorts pneumatiques, comme pour la série 401, mais des bogies à ressorts hélicoïdaux ont été utilisés car ils étaient plus avantageux en termes de coût. Pour les motrices, le type DT21B fut choisi, et étant le même que pour les séries 401 et 421, mais compte tenu de la fréquence élevée des freinages, le bogie porteur de type TR62 avec frein à disque, qui a fait ses preuves sur la série 155 pour les trajets de banlieue, a été choisi.
Parmi la série 111, les Kuha (voiture avec cabine) en nombre pair (direction Shizuoka / Kobe) sont classées dans la série 111-300 car elles sont équipées d'un compresseur d'air électrique (CP) sous le plancher.
Le pantographe utilisé est de type losange/rhomboïdal de type PS16 et ses variantes.
| Bogie moteur type DT21B |  | Bogie porteur type TR62 |  | Pantographe type PS 16 |
| Bogie moteur type DT21B |  | Bogie porteur type TR62 |  | Pantographe type PS 16 |

## Formations

### Série 111
Ici, nous présenterons le format qui existe sur la série 111.
Moha 111 type (M) 
Il s'agit d'une motrice qui forme un duo avec le type Moha 110  et est équipée du contrôleur principal, du système de contrôle par résistance principal, et d'un convertisseur statique (Moteur Générateur ou MG). Le MG a été retiré des véhicules stationnés chez JR Shikoku lors de la rénovation de la climatisation.
Moha 110 type (M')
Il s'agit d'une motrice qui forme un duo avec le type Moha 111, et est équipé du pantographe et d'un compresseur d'air de type MH80-C1000. Des onduleurs statiques à thyristors (SIV) ont été installés sur les véhicules déployés chez JR Shikoku lors de la rénovation de la climatisation.
Type Kuha 111 type (Tc)
Il s'agit d'une voiture (remorque) avec cabine de conduite pour les séries 111 et 113 . Il y a des toilettes dans le coin côté intercirculation, et à partir de la 300e voiture, est équipée d'un compresseur d'air. Contrairement à la série 115, apparue à peu près à la même époque), les Kuha, certaines seulement, pouvaient porter l'indice d'immatriculation -300. Dans les premières voitures produites, il y avait des strapontins aux espaces près des portes .
Salo 111 type (Ts)
Il s'agit d'une voiture (remorque) de première classe (voiture verte/Green car) nouvellement construite, d'une capacité de 64 passagers assis.

### Série 113

#### format standard qui existe depuis la création de la série 113.
- Moha 113 type (M)

Il s'agit d'une motrice qui forme un duo avec le type Moha 112 ou Kumoha 112, et équipé d'un contrôleur principal et du système de contrôle par résistance principal. Le convertisseur statique, qui était installé sur les voitures M de la série 111 a été installé sur les voitures M' de la série 113 car il n'y avait plus de place pour l'installer sur les voitures M en raison de l'augmentation de la puissance unitaire des moteurs, entrainant au augmentation de la capacité de l'équipement du circuit principal.
- Moha 112 type (M')

Il s'agit d'une motrice qui forme un duo avec le type Moha 113 ou le type Kumoha 113, et est équipé du pantographe, du convertisseur statique (MG) et d'un compresseur d'air de type MH80-C1000.
- Type Kuha 111 type (Tc)

Modèle de remorque d'extrémité aux caractéristiques identiques a celui de la série 111 ci-dessus.
- Type Saha111 type (T)

Toutes les voitures (remorques) sauf les -400, -1500, -2000, -7000 et -5801, disposent de toilettes. Il portait le numéro 111 avec le type Kuha 111. Jusqu'à l'apparition de la série -2000, seules 5 voitures Saha étaient fabriquées, ce nombre était donc petit par rapport au nombre de véhicules total produits. À mesure que l'utilisation de trains longs diminuait, le nombre de voitures Saha mis au rebut, augmentait. Et le 28 mai 2007, les six dernières voitures Saha qui étaient en attente à JR West ont été envoyées à l'usine de Suita, où elles ont été mises au rebut le 30 mai 2007. À ce moment ce type de voiture avait disparu.
- Salo 113 type (Ts)

Il s'agit d'une voiture verte de première classe (remorque) d'une petite capacité de 48 personnes.
- Salo 111 type (Ts)

Il s'agit d'une voiture de première classe (voiture verte), d'une capacité de 64 passagers, identique au type Salo 111.
- Salo type 110 (T)

Il s'agit d'une voiture de première classe (voiture verte) d'une capacité de 60 personnes. La série -0 est une voiture modifiée de la série 153, et la série -1200 est une voiture nouvellement construite sous le nom de série Salo 110-1200.

#### formats issus de modifications, mais présents dans la nomenclature de la série 113
- Kumoha 113  type (Mc)

Il s'agit d'une motrice avec cabine de conduite, qui forme un duo avec le type Moha 112 ou le type Kumoha 112. Ce sont uniquement des voitures issues de modifications, toutes calquées en termes d'équipement sur le type Moha 113.
- Kumoha 112 type (M'c)

Il s'agit d'une motrice avec cabine de conduite, qui forme un duo avec le type Moha 113 ou le type Kumoha 113. Ce sont également des voitures issues de modifications, toutes calquées en termes d'équipement sur le type Moha 112.
- Kuha 113 type (Tc)

C'est le type de nom donné à la série Kuha 111-0 achetée par JR Shikoku.
- Kuha 112 type (T'c)

C'est le type de nom donné à la série Kuha 111-300 achetée par JR Shikoku.

## Variantes
La série 113-0 a été introduite en 1963 en tant que version améliorée de la série 111 apparue en 1962. La série 113-1000, apparue en 1969, a été introduite comme modèle ayant une prévention aux incendies, destinée à l'exploitation par la ligne souterraine rapide Sōbu. En 1972, les voitures supplémentaires de la série -1000 (communément appelées série 1000') étaient des voitures redessinées en raison de l'introduction de l'ATC sur les lignes souterraines, et en plus d'être compatibles avec l'ATC, des travaux de preparation a l'installation de la climatisation a également été mise en œuvre.
Avec l'ouverture de la ligne Kosei en 1974 , la série 113-700 a été introduite. Basée sur la structure de climatisation et de protection incendie des voitures de la série 113-1000, elles incorporaient aussi une structure résistante au froid et à la neige .Certaines voitures 113-0 ,prévues pour les régions chaudes seront incorporées aux séries 700 (sous le nom 113-0') avec toutes les modifications nécessaires.
Dans la série 113-2000 apparue en 1978, l'espacement du siège transversal a été élargi . En 1979, la série 113-1500 a été introduite comme une version de la série 113-1000 à espace de siège élargi, et en 1980, la série 113-2700 a été introduite comme une version de la série 113-700 à espace de siège élargi.

### Série 111

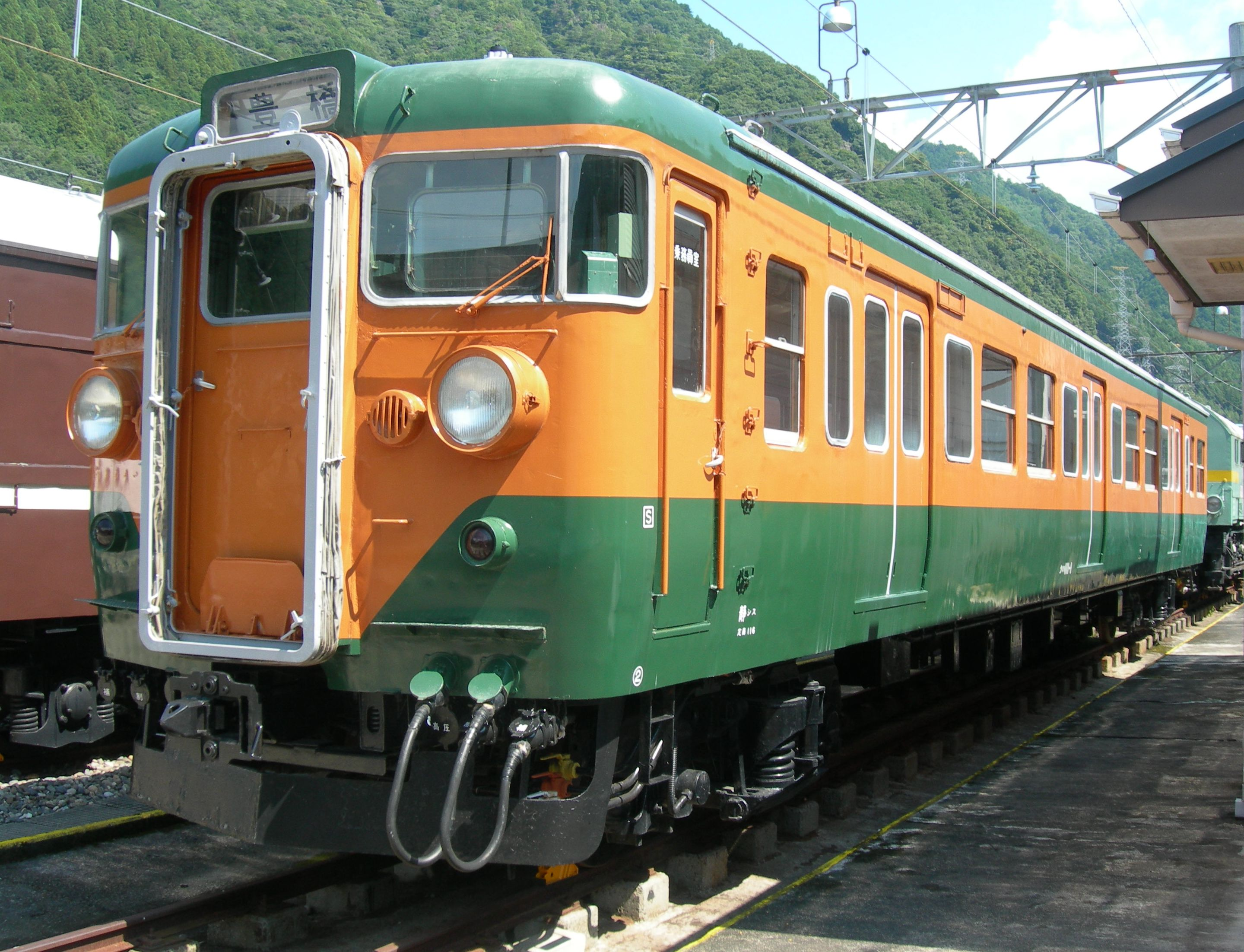
Une Kuha de la série 111 originelle préservée au Sakuma Rail Park

Ce modèle a été introduit en juin 1962, pour la Ligne principale Tōkaidō, au sud de Tōkyō, basée au district ferroviaire d'Ōfuna (actuellement le dépôt de Kamakura) et au district de Shizuoka (actuellement le district du matériel roulant de Shizuoka). À l'automne 1967, l'exploitation s'est étendue à la ligne Yokosuka, mais comme elle était à l'origine en livrée Shōnan (couleur Tōkaidō), pour éviter les erreurs, un affichage de destination (girouette frontale papier) dans la couleur de la ligne de la ligne Yokosuka, la couleur rouge écarlate, a été installée.

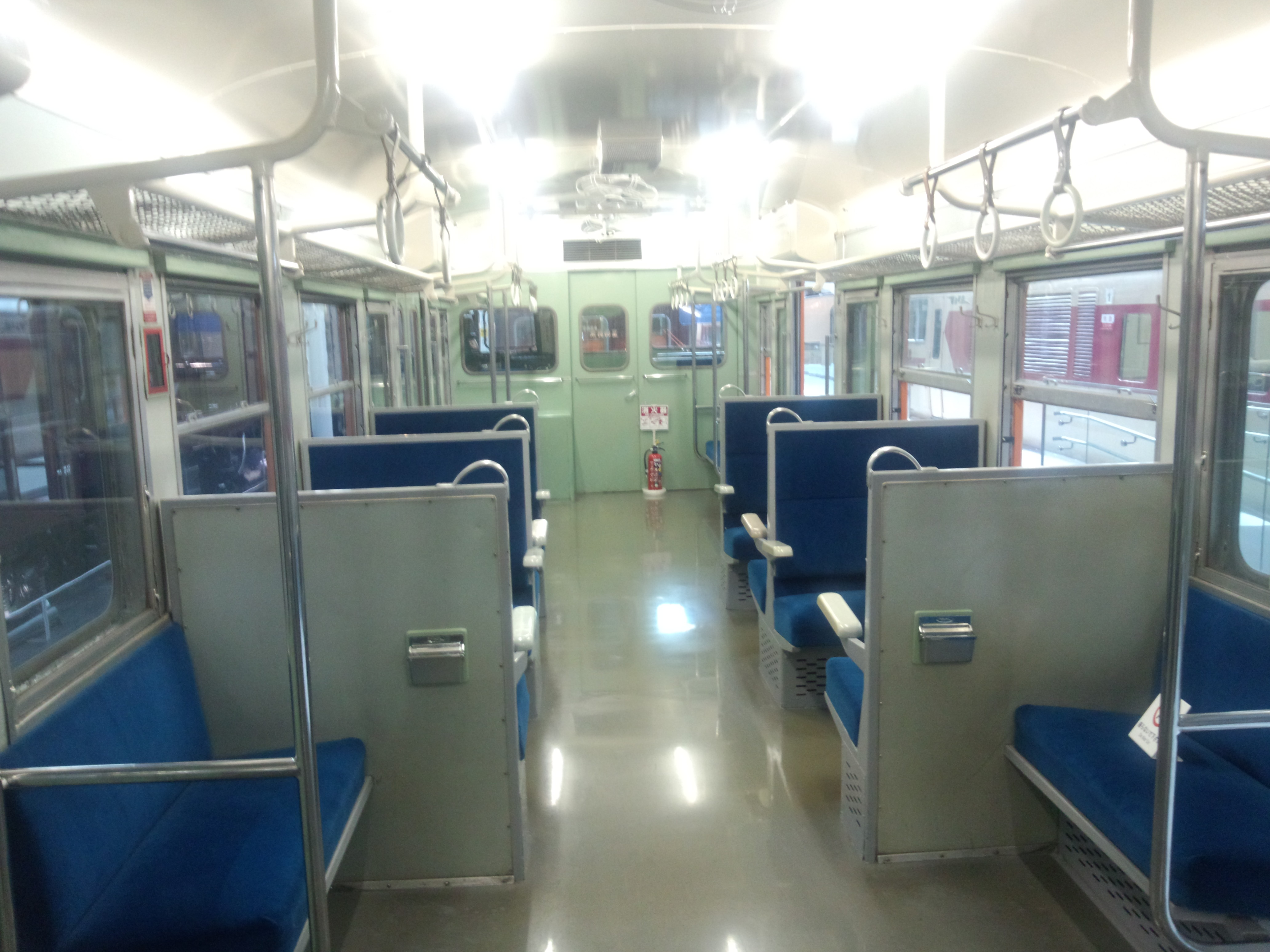
Interieur série 111

L’organisation de la formation lors de sa première apparition est indiquée ci-dessous. Il y a une voiture d'extrémité avec cabine (Tc) incorporée en plein milieu de la formation de base, c'est en prévision du scindement et raccourcissement de la formation lors de l'ouverture du Shinkansen (on est en 1962 le Shinkansen ouvre en 61 pour le JO). Après l'ouverture du Shinkansen, il était prévu d'incorporer une Kuha (Tc1) paire pour former un train de 16 voitures en UM3 (4 voitures + 4 voitures + 8 voitures), et pour pouvoir être exploité en trois types de formations : US à 8 voitures, UM2 à 12 voitures (8+4) et UM3 à 16 voitures (8+4+4).
| ← Tōkyō Kobe →     |                    |                    |                    |   |                   |                   |                   |                   |                   |                   |                   |                   |                   |                   |                   |
| Kuha 111 (Tc)      | Moha 111 (M)       | Moha 110 (M')      | Kuha 111 (Tc1)     | + | Kuha 111 (Tc)     | Moha 111 (M)      | Moha 110 (M')     | Kuha 111 (Tc)     | Moha 111 (M)      | Moha 110 (M')     | Salo 111 (Ts)     | Salo 111 (Ts)     | Moha 111 (M)      | Moha 110 (M')     | Kuha 111 (Tc1)    |
| Formation attachée | Formation attachée | Formation attachée | Formation attachée | + | Formation de base | Formation de base | Formation de base | Formation de base | Formation de base | Formation de base | Formation de base | Formation de base | Formation de base | Formation de base | Formation de base |

À peu près à la même époque, un puissant moteur de type MT54 avec une puissance nominale horaire de 120 kW a été développé, de sorte que les trains de banlieue à courant continu sont désormais équipé de ce moteur (et devenant la série 113), la production de la série 111 aura été, au final, de courte durée, soit de 1962 à 1963. Cela se termine par la production des types Moha 111 et 110 avec 64 unités, et par la suite les types Moha 113 et 112 seront produits. Néanmoins les remorques d'extrémités (non motorisées) ont continué à être produites sous le nom de type Kuha 111.
Après 1974 , avec l'introduction de la série 113-0' (nouvelles voitures climatisées), les voitures basées à Ōfuna ont été transférées au district d'Hiroshima , puis elles ont été utilisées de manière intensive dans la zone de Shizuoka sur Ligne principale Tōkaidō (portion appartenant a JR central de nos jours) et la zone Hiroshima/Shimonoseki sur la ligne principale Sanyō .
Ces voitures ont commencé à être mises à la réforme à la fin de l'ère JNR, en mars 1987, mais l'électrification des lignes dans la région de Shikoku (ligne principale Yosan entre Takamatsu et Sakaide, Tadotsu et Kan'onji et la ligne principale Dosan entre Tadotsu et Kotohira) a permis a certaines formations d'avoir une nouvelle affectation. En conséquence, 12 voitures ont été assemblées en 3 trains de 4 voitures et transportées vers Shikoku (Dépôt de Takamatsu). En 1988, après la conversion en JR, 8 voitures sur les 12 appartenant à la pour JR Shikoku furent transférées a la Japan National Railway Settlement Corporation.
De plus, la Kuha 111-314, qui a été achevé sous le nom de série 111 et hérité par la West Japan Railway Company (JR West), a été renuméroté Kuha 111-5314, en raison de l'amélioration de la vitesse décrite plus tard, et est resté en service jusqu'en mai 2006. Certains bogies et moteurs ont été transférés au chemin de fer Toyohashi et utilisés comme équipement de roulement pour la série 1900 de l'entreprise sur la ligne Atsumi.

### Série 113-0 /0'
Il s'agit de la première classification de production sous le nom de série 113, fabriquée à partir de 1963 (le type Saha 111 uniquement en 1969) . Initialement, elle était utilisé sur la zone de la ligne principale Tokaido à Tokyo et sur la ligne Yokosuka (Ligne Itō aussi), et en 1964 (septembre) , elle a commencé à être utilisé dans la région de Keihanshin. Depuis les années 1970, toutes les voitures des rames de la ligne Yokosuka ont été remplacées par des voitures série 113-1000 (pré-équipées pour la climatisation) en raison de la nécessité de mesures ignifuges dues à l'exploitation dans des stations souterraines.
Afin de standardiser l'équipement, le moteur type MT54, utilisé plus tard dans les séries 115 et 165, a été choisi comme moteur de traction, et la puissance du moteur a été augmentée à 120 kW par rapport aux 100 kW unitaires du type MT46. Il n'y a aucun changement d'apparence par rapport à la série 111 (excepté les phares), et elles peuvent être accouplées entre elles. En particulier, les voitures centrales ont la même structure que la série 111, et le modèle et l'immatriculation sont une continuation de la série 111. Cependant, la gouttière du type Kuha 111 a été prolongée au-dessus de la porte du compartiment de l'équipage pour correspondre à celle de la série 453.
Parallèlement aux séries 401, 421 , 403 et 423 , qui ont servi de base à la conception, la forme et la disposition de la ventilation du toit a été améliorée à plusieurs reprises. Un changement majeur a été qu'à partir de 1964 un grand ventilateur rectangulaire a été installé dans la cabine de la  Kuha 111 pour ventiler l'équipage, et à partir de 1968, un ventilateur rond (en forme de globe) a été installé pour empêcher la neige d'entrer. Un type push-in qui permet d'ajuster l'entrée d'air a été également installé. Tous les types Saha 111 sont fabriqués à l'aide de moules instantanés.

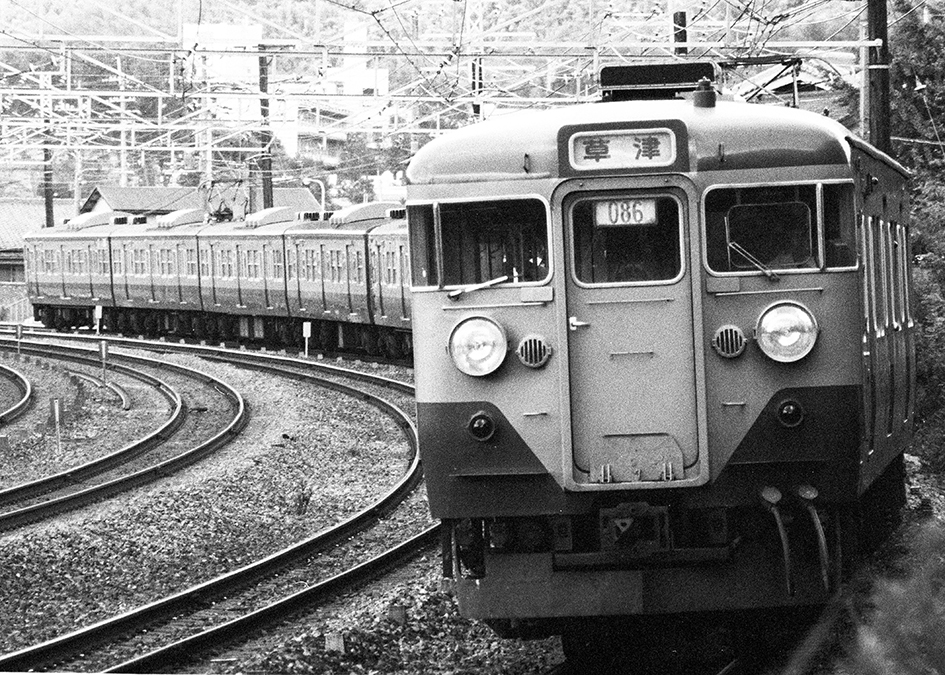
Série 111
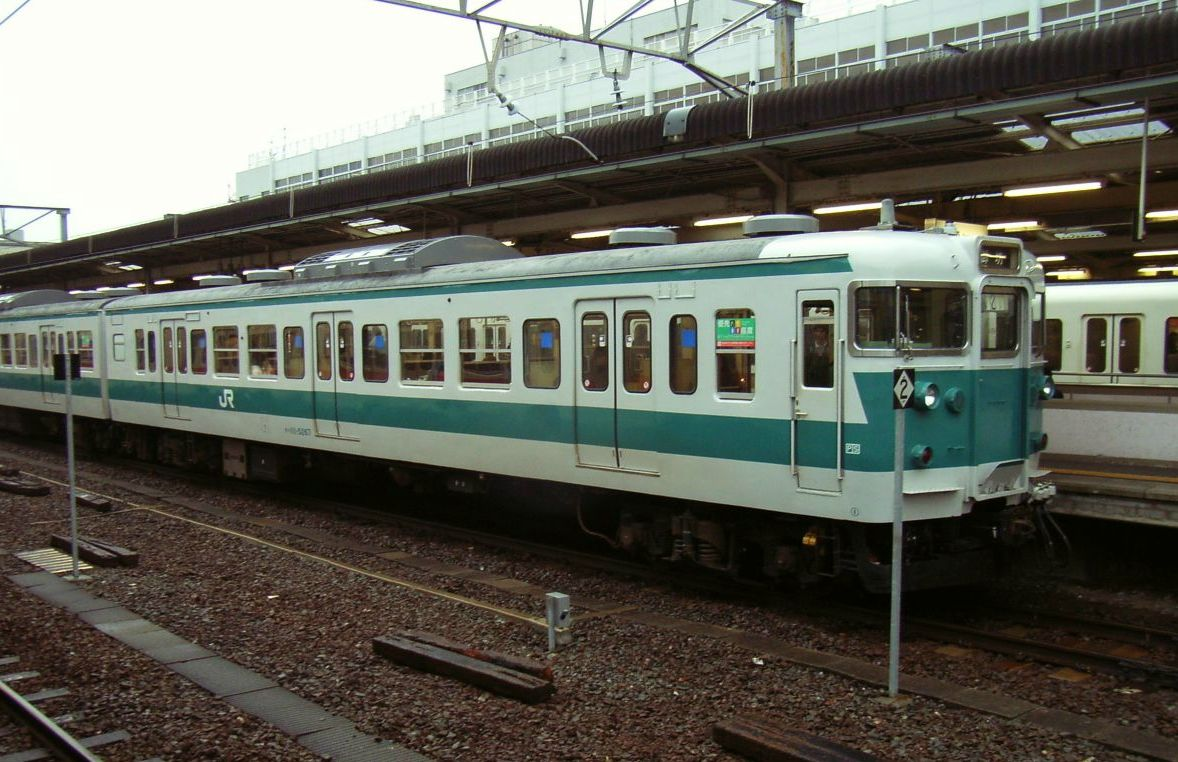
Kuha 111-5000. Il s'agit d'une série 111 modifiée pour la "grande vitesse". Le nez d'une série 113 est installé. Elle est renommée série 113-5000.
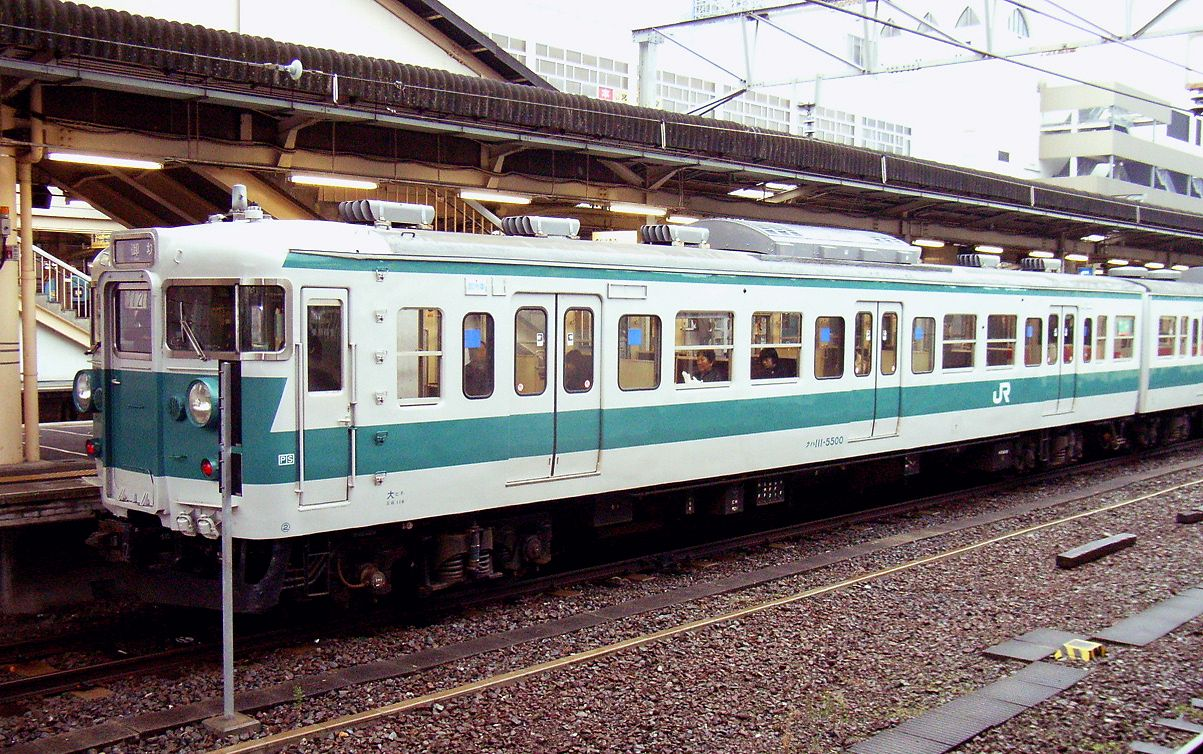
L'autre remorque d’extrémité. La climatisation est en cours d'installation.
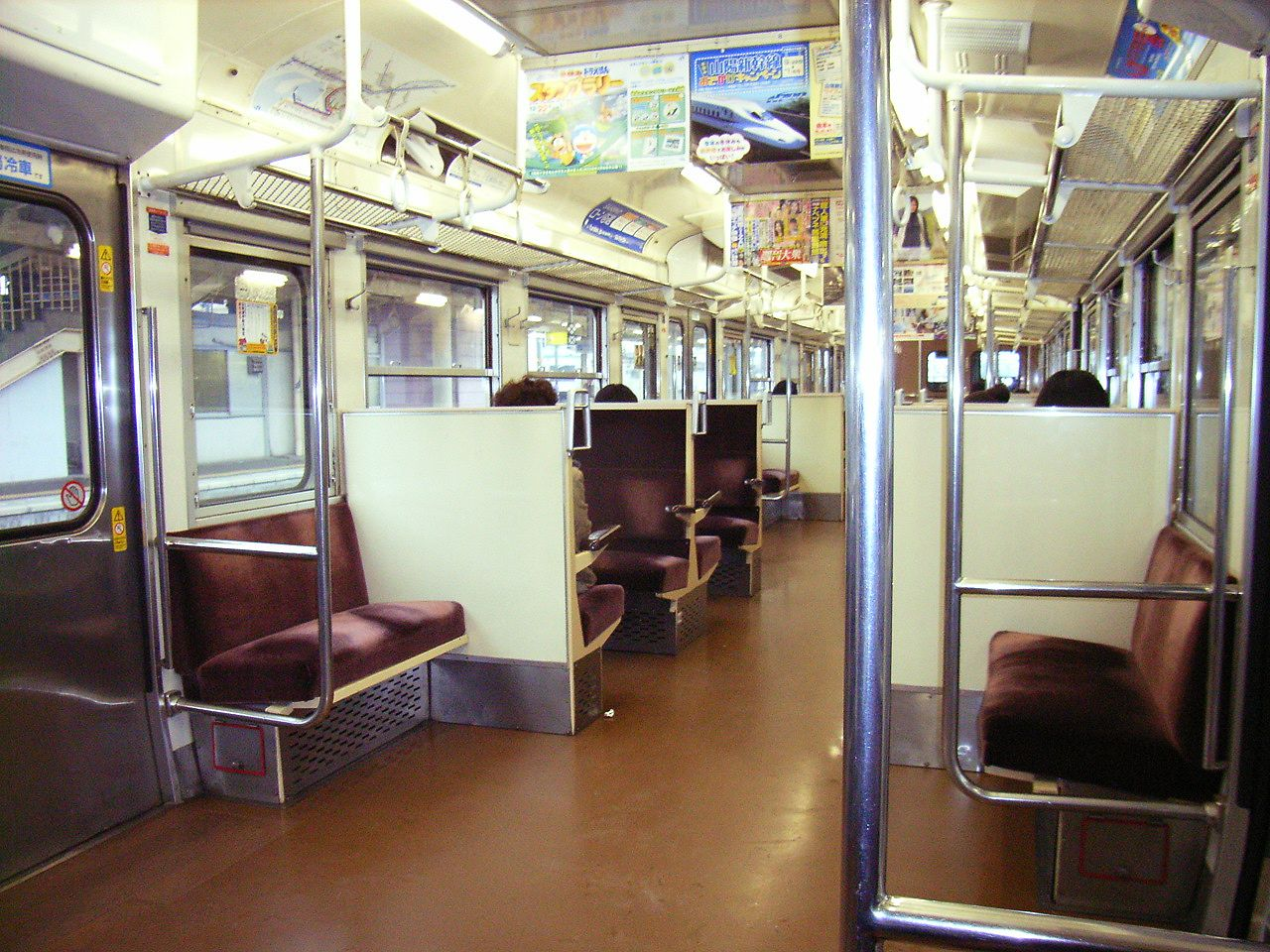
Intérieur de la série 113-5000.

La motrice Moha 113-203, fabriquée en 1968, a été fabriquée en testant le FRP pour la structure du toit, qui était alors utilisé pour les toilettes. À la suite de l'essai, il a été décidé que l'utilisation du FRP pour la structure posait des problèmes en termes de résistance aux intempéries. C'est donc resté à l'état de prototype, et lorsque la Moha 113-203 a été rénovée pour installer la climatisation en 1977, le toit en FRP a été remplacé par un toit en tôle d'acier ordinaire.
|                   |  |                      |
| "Fenetre d'unité" |  | Fenetre non unitaire |

En 1970, un véhicule d'essai climatisé a été lancé dans la région de Keihanshin. Semblable au véhicule d'essai de la climatisation préparé pour la série 103, trois types de systèmes de climatisation, AU73X, AU74X et AU75X, ainsi que divers systèmes de conduites d'air ont été testés.
Entre 1970 et 1973, la production de la série 113-0 a été interrompue au profit de la production de la série 113-1000. Après cela, avec la révision des horaires en mars 1975, des trains rapides ont été exploités sur la ligne principale de Sanyō et les trains réguliers sur la ligne Kure ont été changés pour des rames électriques. La série 113-1000 a été introduite dans la zone métropolitaine de Tōkyō en 1974 afin de transférer la série 111 depuis la zone métropolitaine jusqu'à la région de Sanyo. Au même moment, la nouvelle version nommée 113-0' commençait à être produite.
La structure de la carrosserie de cette version est influencée par les séries 113-1000' et 113-700, et la voiture est équipée de la climatisation dès la fabrication. De nouvelles techniques de fabrication furent utilisées, comme l'assemblage de fenêtre externe à encliquetage qui a été fabriquée séparément et en l'installant plus tard sur la chaine de production (nommée fenêtre d'unité).
Cette série est utilisée depuis longtemps dans divers endroits et, bien qu'ils soient réformés en raison de leur vieillissement, certains véhicules fabriqués avant 1969 sont encore utilisés. Certains des véhicules de la série 0' hérités par JR East et JR West ont subi des rénovations à grande échelle pour prolonger leur durée de vie, mais elles ont pris fin en 2007 en tenant compte de l'espérance de vie du matériel.

### Série 113-1000 /1000'
Variante compatible avec les tronçons souterrains construits depuis 1969. Conçue sur la base de la série 113-0, une structure ignifuge conforme aux normes établies par le ministère des Transports (→ Ministère des Territoires, des Infrastructures, des Transports et du Tourisme) a été adoptée.
Compte tenu du passage à travers de longs tunnels et dans des zones densément peuplées, le système de toilettes conventionnel des trains a été modifié pour la première fois sur un train local. Le bois qui était utilisé jusque là, et ayant un fort risque d'incendie a été abandonné, et les matériaux utilisés pour les fenêtres, les rideaux, les planchers, les sièges, etc, ont été remplacés par des matériaux ignifuges et ininflammables. Des mesures ont été prises pour empêcher l'inflammation de certains équipements et circuits, tels que les résistances, qui pourraient être une source d'incendie. De plus, les voitures de tête (Kuha 111-1017 - 1025 et 1332 - 1339) achevées après 1972 avaient leurs phares remplacés par des faisceaux scellés, qui ne pouvaient plus pivoter et le contrôleur principal ne nécessitait également aucun entretien.
La ligne rapide Sobu a été inaugurée en juillet 1974, en même temps que l'électrification de la ligne Bōsō Higashi (appelée plus tard Ligne Sotobō) . Initialement, il était prévu d'utiliser l'ATS comme système de sécurité pour la section souterraine, mais il a été décidé d'introduire l'ATC à l'approche de l'ouverture, et des améliorations majeures ont été apportées aux nouveaux trains, notamment l'installation d'équipements ATC et d'équipements de climatisation. Les nouveaux trains devaient être tous fabriqués pour avril 1972. Les 209 voitures initiales ont reçues la climatisation en raison des préoccupations concernant l'augmentation de la température à l'intérieur du tunnel et sont devenues, au début, les seules voitures climatisées de la série 113.
|                                                    |  |                                               |
| Kuha avec ATC( absence de fenetre après la cabine) |  | Kuha sans ATC( fenêtre juste après la cabine) |

Les voitures conventionnelles de la série  -1000 étaient utilisées exclusivement sur les trains locaux de la région de Bōsō (ligne principale Sōbu , ligne Narita , ligne Kashima , ligne Sotobō , ligne Tōgane, ligne Uchibō) et à la sortie sud de Tōkyō sur la ligne Yokosuka.
Les véhicules nouvellement fabriqués sont équipés d'un dispositif ATC (en partie dans une structure préinstallée) à l'arrière du siège passager le plus en avant, et la cabine conducteur a également été élargi vers l'arrière, ce qui en fait un véhicule express. La structure est aussi large que celle d'un train. L'attelage a été remplacé par un Type KE70, et toutes les voitures ont des indicateurs de destination (girouettes) installés sur les vitres latérales. Une « structure de vitre unitaire » a été adoptée dans laquelle les vitres latérales ont été assemblées séparément et installées plus tard sur la chaine de montage.
De plus, bien que l'emplacement et le nombre de toilettes soient les mêmes que dans les voitures classiques des séries -0, un dispositif d'élimination des déchets circulants a été installé en tenant compte de la propreté des lignes souterraines et de l'impact sur les agents d'entretien des voies. Le moteur électrique principal a également été remplacé par un type MT54D, qui utilise des vis conformes aux normes ISO et ne nécessite aucun entretien. Les voitures étaient équipées d'un système de climatisation dès leur construction, et la capacité du convertisseur statique (MG) était de 160 kVA avec les sources d'alimentation de refroidissement et de contrôle intégrées . Conformément à l'augmentation de la capacité, la motrice Moha 112 dispose d'une prise d'air de refroidissement pour le refroidissement du convertisseur statique dans la fenêtre de poche de la porte centrale sur le côté.
Cette structure de carrosserie a ensuite été adoptée dans les nouvelles voitures climatisées de type série 113-0' et série 113-700, ainsi que dans les séries 115 et 415. Cependant, contrairement aux voitures de la série 115, de la série 300 et des véhicules ultérieurs, les séries 113-1000 n'avaient pas de structure avant renforcée, les travaux de renforcement avant ayant été encouragés au cours des années suivantes.

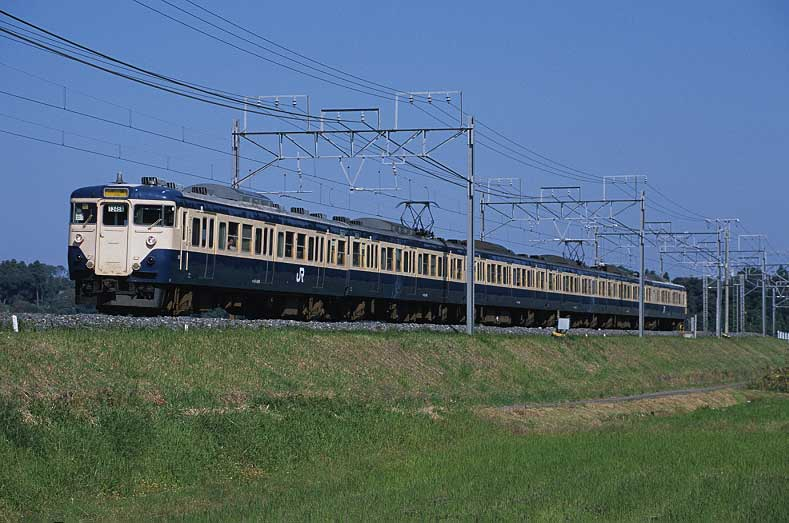
Une série 113-1000 sur la ligne Sobu

Il existe des différences significatives visuelles entre les série 113-1000 et les séries plus anciennes, telles que la vitre derrière la cabine de conduite de tête, qui n'existe plus pour cause d'emplacement du système ATC. Le système de climatisation était équipé de la série AU75, mais après la privatisation, il existera également des véhicules équipés de deux types AU712 à distribution centrale développés par la JR East. Certains véhicules ont été mis à la casse sans climatisation d'installée.
À l'exception d'un très petit nombre de premières voitures non équipées d'ATC qui ont été détournées vers les régions de Chukyo et Kinki pendant l'ère JNR, la majorité ont continué à être exploitées dans leur affectation d'origine. Par conséquent, lorsque la JNR a été scindée et privatisée, la majeure partie de la flotte a été héritée par JR East.
| Moha 113-1250 |  | Moha 112-1250 |  | Interieur d'une série 113-1000) |
| Moha 113-1250 |  | Moha 112-1250 |  | Interieur d'une série 113-1000) |

### Série 113-700
Le 20 juillet 1974, la ligne Kosei ouvre, reliant la gare de Yamashina sur la ligne principale de Tōkaidō et la gare d'Omi- Shiotsu sur la ligne principale de Hokuriku. Afin de connecter la ligne Kosei à la ligne principale Hokuriku, qui est électrifiée en courant alternatif, une section morte AC/DC a été établie entre Nagahara et Omi Shiotsu, et la série 113, mono-courante a été utilisée pour les trains locaux entre Kyoto et Nagahara. Étant donné que la ligne Kosei est une ligne régulièrement enneigée et construite dans une région froide, la série 113-700 a été introduite en 1974 en tant que matériel doté d'équipements résistants au froid et à la neige, similaires à la série 115-1000.
De 1974 à 1976, un total de 84 voitures ont été fabriquées, dont 9 formations à 4 voitures (2M2T) et 8 formations à 6 voitures (4M2T). En raison des formations courtes, la remorque type Saha 111 n'a pas été fabriquée.
Sur la base de la carrosserie de la série 113-1000', des structures résistantes au froid et à la neige telles que des portes passagers semi-automatiques (ouverture/fermeture manuelle), des volets de protection sur le klaxon avant, un pantographe supplémentaire pour dégivrer les catenaires, et des socs (chasse neige) ont été incorporées. Comme pour la série 113-1000', l'espace de la cabine du conducteur est plus large, mais il n'y avait pas d'espace pour l'équipement ATC du côté passager, et la disposition des fenêtres et le nombre de sièges ont été modifiés en conséquence.
Tirant les leçons de l'incendie du tunnel Hokuriku survenu en novembre 1972, des voitures nouvellement fabriquées ont été construites conformément aux normes AA avec une résistance aux flammes améliorées.
À l'époque de la JNR, la flotte était basée dans le district ferroviaire de Takatsuki (actuellement bureau général du matériel roulant d'Aboshi, succursale d'Akashi, succursale de Takatsuki). Lorsque la JNR a été scindée et privatisée , tous les trains ont été hérités par JR West. Après la création de JR, elles ont été transférés à la succursale de Suita General Rolling Stock à Kyoto (anciennement Muko-chō Driving District → Kyoto General Driving Office). À partir de 1991 , les modifications d'accélération ont été mises en œuvre et toutes les voitures sont devenues la « série 5 700 ». Par la suite, de 1992 à 2001, tous les véhicules ont fait l'objet de travaux de prolongation de leur durée de vie ou de travaux d'amélioration structurelle. la série 113-700 a été retiré de l'exploitation régulière le 1er avril 2023.
La livrée a l'origine était la livrée Shōnan, puis après la privatisation ce sera la livrée verte monochrome Kita-Kinki/Kyōtō.
|                            |  |                |
| Motrice type Moha 113-5700 |  | Serie 113-700) |

## Livrées
Lorsque les séries 111 et 113 sont apparues durant les années 1960, les livrés suivaient le code de couleur prévus pour des véhicules conventionnels de la ligne sur laquelle ils ont été lancés. Par conséquent, pour la Ligne principale Tōkaidō, la JNR adopté la livrée « Shōnan » constitué de vert et d'orange/brun, et pour la ligne Yokosuka, la JNR adopté la livrée «Yokosuka (couleur Ska) » constituée de bleu foncé et crème. Depuis lors, à mesure que le champ d'affectation s'est élargi, le nombre de variations de livrées a également augmenté, en particulier dans la zone JR West après la privatisation. Mais depuis la fin des années 2000, il y a eu une tendance à la diminution en raison de la rationalisation des peintures et des réformes .

### Couleurs adoptées à l'époque des chemins de fer nationaux japonais (JNR)

#### Couleur Shōnan
Code couleur : ■ ■
La couleur Shōnan a été la première livrée pour les séries 111 et 113, et était constituée de vert (vert no 2) avec de l'orange (jaune-brun) en bande autour des fenêtres, similaire aux séries 80 et 153 plus anciennes. Parmi les voitures appartenant à JR East, les voitures ayant appartenu un temps au district ferroviaire d'Oyama étaient peintes de la même manière que la série 115(variations de forme de la bande de couleur centrale sur la tête du train).
La JR East a mis fin à ses opérations avec la série 113 sur la ligne Tokaido le 17 mars 2006 et JR Tokai (JR Central) a également remplacé la série 113 par la série 313 le 17 mars 2007. Le train Mari 117 appartenant au dépôt de Makuhari a été repeint aux couleurs Shōnan, mais le train a été envoyé au Centre général du matériel roulant de Nagano le 7 juillet 2011.
À la JR West, la couleur Shōnan a diminué en raison des progrès du monochrome, et une formation de 4 voitures de la succursale de Suita General Rolling Stock à Kyoto sont restées sous les couleurs Shōnan jusqu'à récemment. Le 5 avril 2017, la couleur de cette formation a changé lorsqu'elle est entrée dans l'usine de Suita, pour en sortir entièrement en vert foncé, les couleurs de Kyōto .

#### Couleur Yokosuka
Code couleur : ■ ■
Initialement, la série 113 de la ligne Yokosuka était sous les couleurs Shōnan, mais après réflexion sur l'identité de la ligne, la peinture bleue (Blue No. 15) + crème (Cream No. 1), qui était déjà utilisée sur la série 70, était populaire, fut choisie. À partir de 1965, elle est installée sur la série 113. Initialement, la couleur Yokosuka avait la même structure en termes d'organisation que la couleur Shōnan (la bande crème centrale, entourée de la peinture bleue). De nombreuses opinions à l'intérieur et à l'extérieur de la JNR, disaient que la zone de couleur crème était trop grande et manquait de cohérence, de sorte que la livrée a été changée pour la couleur actuelle avec un proportion plus élevée de bleu. On l'appelle aussi « couleur Ska » parmi les passionnés .
La ligne Yokosuka et la Ligne Sōbu ont été équipées de série 113-1000 jusqu'au remplacement par la série E217 à partir de 1994. Les série 113 ont également été sur la ligne principale Sōbu (entre Chiba et Chōshi), la ligne Narita et la ligne Sotobō , à l'exclusion du tronçon entre Abiko et Narita, car relevant de la juridiction de la succursale de Chiba, puis ont été remplacés par la série E217 à partir de 1994, très progressivement. La série 113 a été exploité sur les lignes Uchibō et Tōgane jusqu'en 2011 .

#### Couleur rapide Hanwa
Code couleur : ■ ■
C'était une des rares couleurs régionales de la JNR. Constituée de gris (gris no 9) et enveloppée d'une ceinture bleu ciel (couleur spéciale pour la ceinture bleue no 22), qui faisait suite à la série 153 « Blue Liner ». Elle est apparue en 1972 au moment où le nouveau train rapide était introduit sur la ligne Hanwa . Comme pour la série 153 mentionnée précédemment, les voitures peintes en couleur spéciale avec la bande bleue no 22 ont été déployées uniquement sur des sections de ligne limitées, de sorte que les voitures qui ont été peintes dans des usines autres que l'usine Suita, qui était chargée de l'inspection et réparation durant l'ère JNR, ont eu la couleur bleue régulière no 22 remplacée.
Cette livrée fut donc utilisée sur la ligne Hanwa, et la ligne principale Kisei pendant longtemps, puis après le passage sous JR West(1987), elle commenceront à être remplacées par du matériel neuf qu'était les série 221 et 223. Certaines rames seront préservées et envoyées sur des lignes secondaires dans le secteur d'Okayama. Mais en juin 2005, en raison du déraillement sur la ligne JR Fukuchiyama, les trains déjà équipés d'ATS-P ont été renvoyés dans la région du Kansai et dans la région de Kyotō (ligne Sagano, ligne Kosei, ligne Kusatsu) via la ligne Fukuchiyama.
Du fait des livraisons des série 223, 207 et 321, elles reviendront rapidement sur leur affectation d'origine, les lignes Hanwa et kisei durant 2007. En 2011, du fait des livraisons des série 225 flambant neuves, les séries 113 (couleurs Hanwa) seront réformées ou repeintes pour effectuer des services ailleurs.
Deux voiture de tête furent transférées au dépôt de Makuhari fin 1988 et ce fut à ce moment, et pour un temps assez bref que les couleurs Hanwa furent aperçues dans la région de Bōsō.

#### Couleur rapide de la ligne Kansai
Code couleur : ■ ■
Composée de bandes de couleur vermillon (vermillon no 3) sur le schéma de celle de la ligne Hanwa, elle était également appelé « Kasuga-nuri » d'après la couleur des piliers du sanctuaire Kasuga-taisha dans la ville de Nara. Le nom vient aussi du fait qu'il était utilisé par des trains rapides lors de l'électrification du tronçon Minatomachi-Nara de la ligne principale du Kansai à partir de 1973 .

#### Couleur Setouchi
Code couleur : ■ ■
Cette couleur était à l'origine utilisée pour la série 115-3000, avec une base crème no 1 et une ceinture bleu no 20. Dans les séries 111 et 113, elle a été appliquée sur des motrices de la série 111, qui ont été incorporées dans certains trains de la série 115-3000 à partir de 1982. Au cours des années suivantes, deux voitures du type Kuha 111, également incorporées à des série 115, portèrent cette peinture, créant un panachage de livrées sur un train.
En 2005, certaines des séries 113 qui ont été détournées de la ligne Hanwa et de la ligne principale Kisei vers la région d'Okayama ont reçu la couleur Setouchi, ce qui en faisait les premiers trains de la série 113 à avoir la couleur Setouchi.Après l'incident d'Amagasaki, elle reviennent donc vers la ligne Hanwa et Kisei, et en raison de changements dans la composition des formations, elles ont été mélangées avec d'autres livrées sur certains trains créant un panachage. Plus tard, en raison d'inspections, la couleur a été changée en couleur Shōnan ou en couleur Hanwa.
Les formations F-09, 12 et 15 de la série 113 transférées au centre de conduite d'Hiroshima en 2008 portaient cette peinture, comme unité de formation. Avec l'introduction de la formation P, certaines ont été modifiées pour devenir une série 115 et d'autres mises au rebut. La formation C41 du Shimonoseki General Vehicle Depot Operation Training Center, a été démolie et a disparu en juin 2008.

#### Couleur Fukuchiyama (ancienne)
Code couleur : ■ ■
Elle est apparue le 1er novembre 1986, lorsque la ligne Fukuchiyama fut entièrement électrifiée. Elle était composée de jaune no 5 enroulée par une une ligne bleue no 20 (de la même couleur que la série Fukuen Line 105) afin qu'elle puisse être facilement identifiée, même dans la neige. Moins de quatre ans après son introduction, elle a été repeinte dans la nouvelle couleur Fukuchiyama .

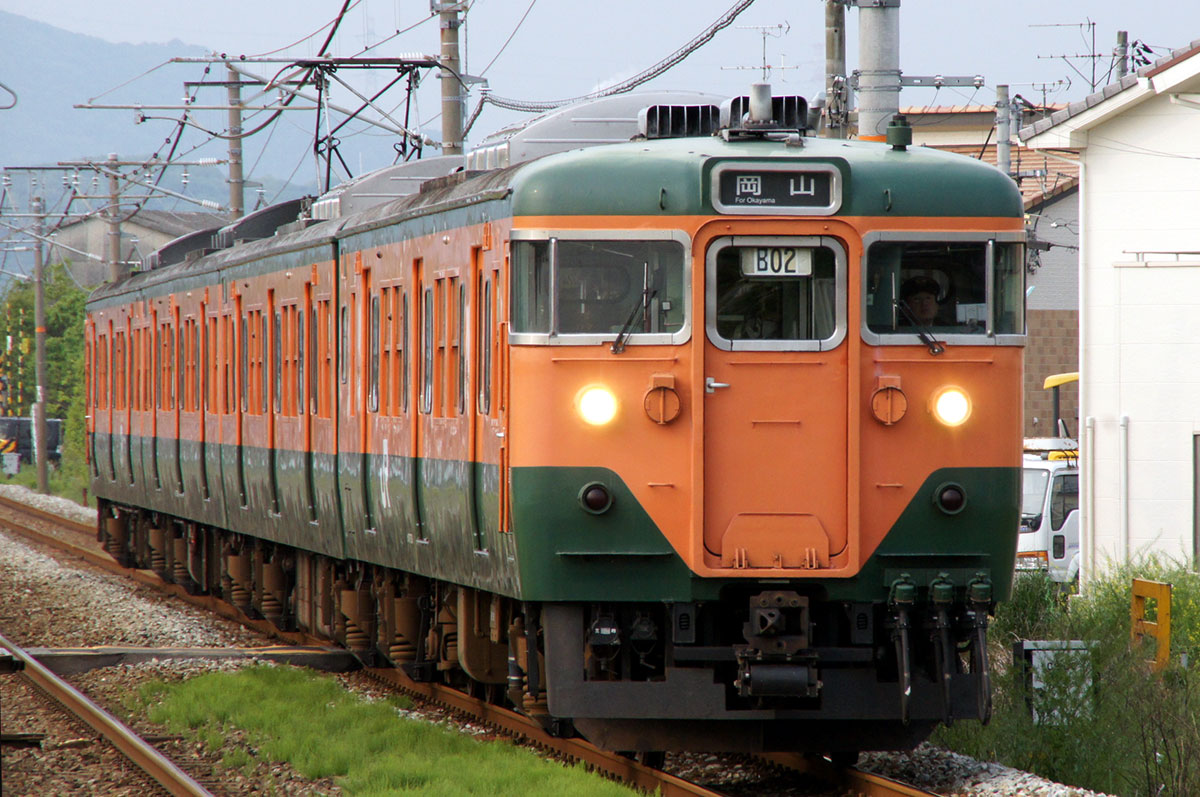
Couleur Shōnan
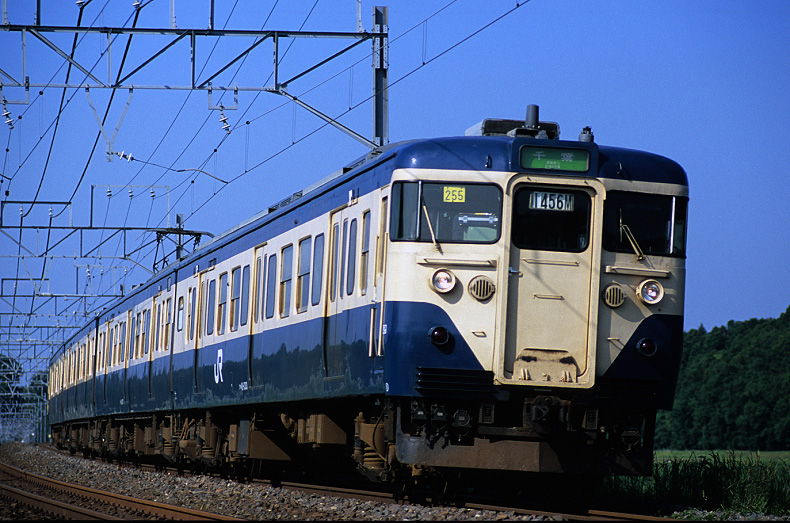
Couleur "Ska"/Yokosuka
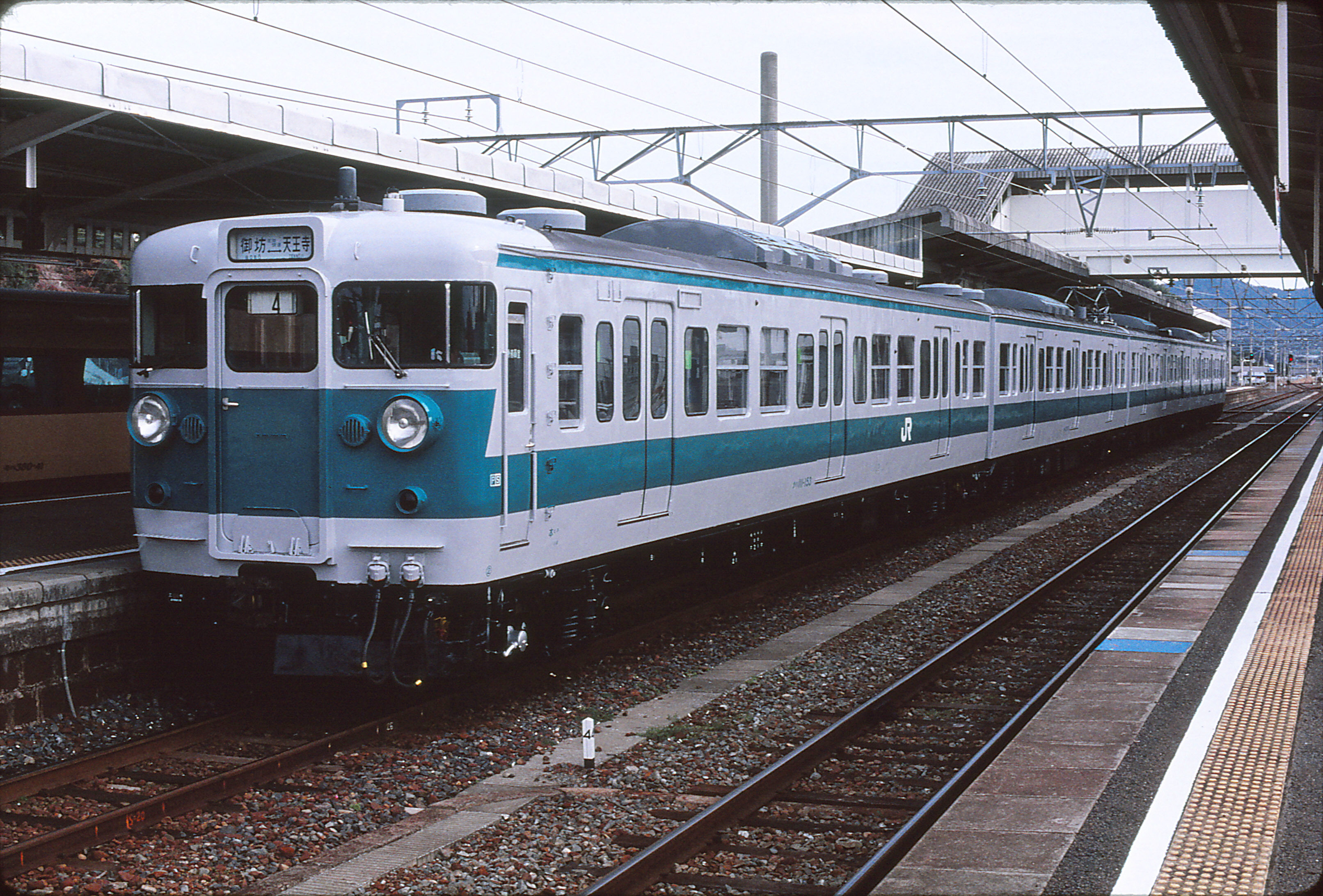
Couleur Rapide Hanwa en gare de Gōbo
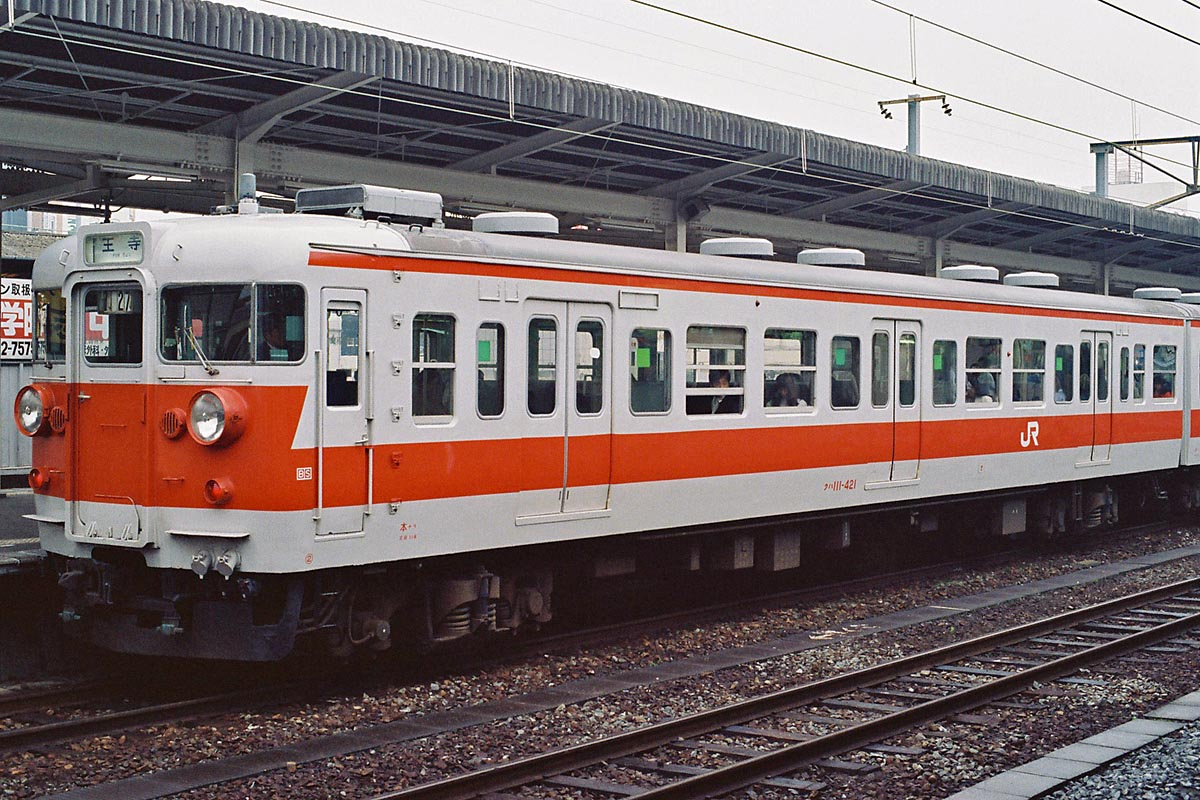
Couleur Rapide Kansai (schéma de placement identique à celle d'hanwa)
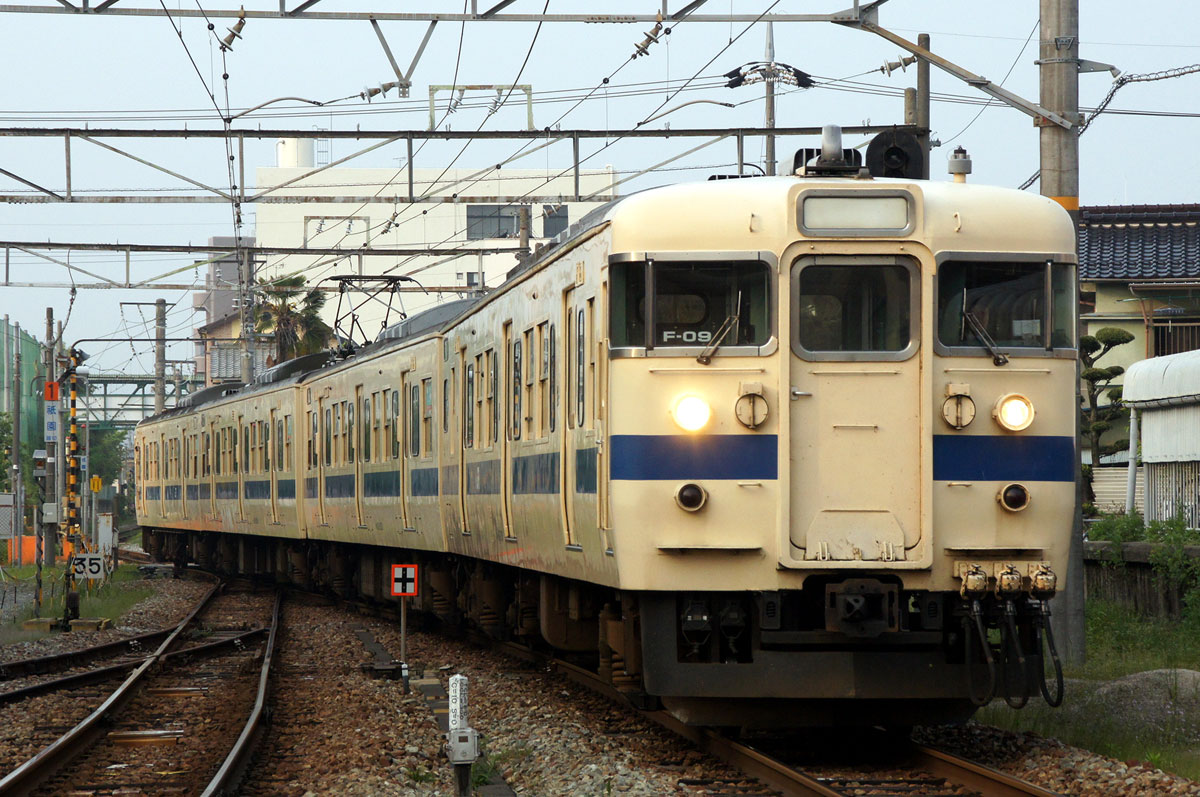
Couleur Stouchi (ancienne)
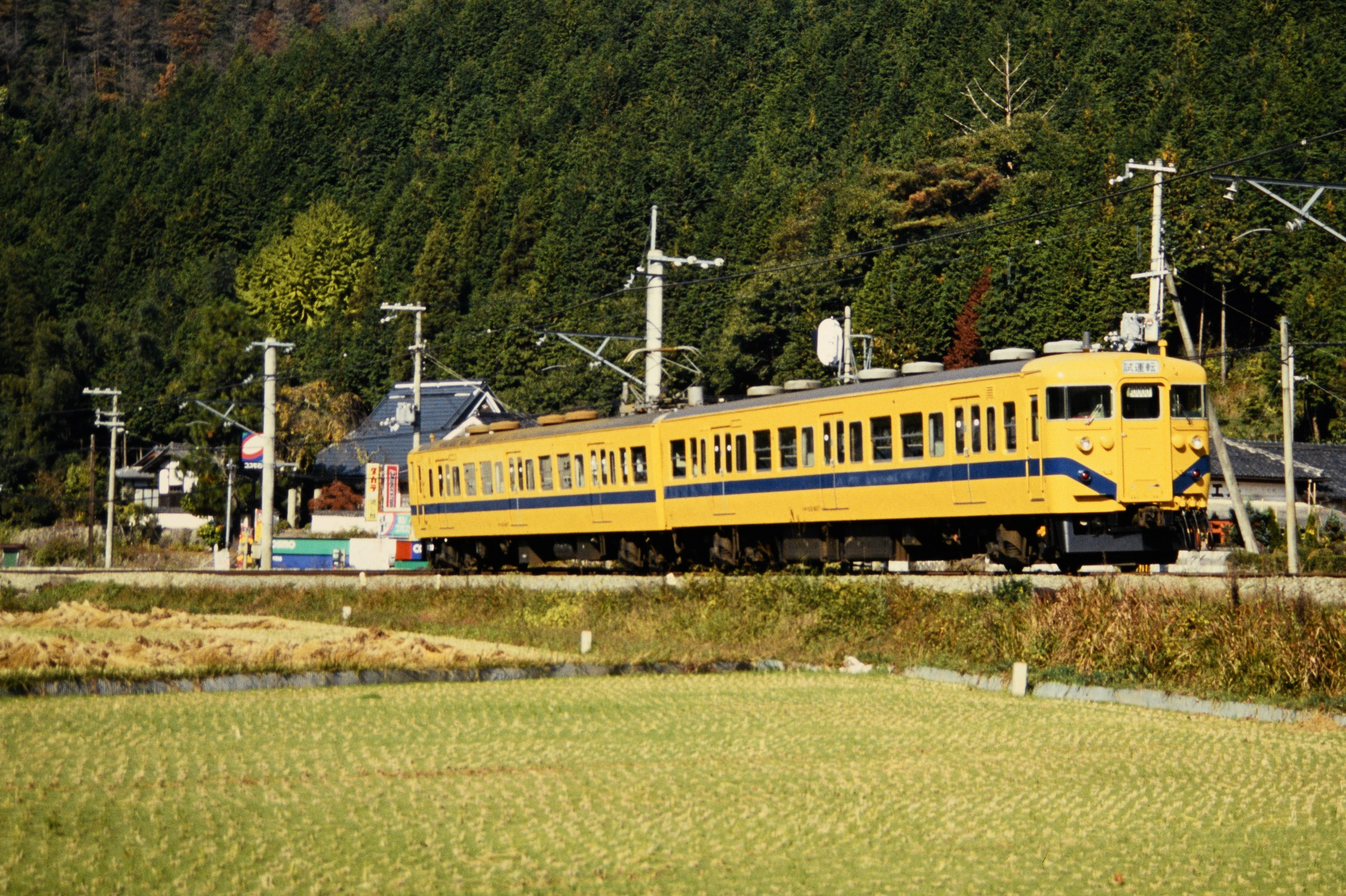
Couleur Fukuchiyama (ancienne)

### Couleurs adoptées à l'époque des JR

#### Couleur Fukuchiyama (nouvelle)
Code couleur :  ■ ■ ■
La peinture utilisée par JR West en 1990 pour remplacer l'ancienne couleur Fukuchiyama présente des lignes marrons et vertes sur fond crème. Ces couleurs furent également utilisées sur les série 115 couramment exploitées dans la région, mais son nombre a rapidement diminué en raison des transferts et des réformes. Cette livrée a été retirée de la ligne Fukuchiyama (portion de la ligne JR Takarazuka) en 2004. Après cela, trois voitures Kuha ont été conservés à l'usine de Suita, puis furent démontées sans être utilisées, même lorsque la demande de trains a augmenté en raison du déraillement. Après la disparition de la série 113, un train à quatre voitures de la série 115, qui a été désaffecté de la ligne Fukuchiyama pour la région de Hiroshima/Yamaguchi, est resté dans la nouvelle couleur Fukuchiyama, puis a été repeint dans la couleur Setouchi en 2007 et à ce moment cette livrée a définitivement disparu.

#### Couleur San'in
Code couleur :  ■ ■ ■
Couleur exclusive pour les séries 113-5800 et 113-5300 de la ligne principale San'in de la JR West. Il s'agit de la couleur Shōnan, avec en plus, une bande crème située a la limite entre l'orange et le vert sous la fenêtre. Par la suite la série 113-5300 ont reçu la nouvelle couleur du Kansai pendant la rénovation des trains. En juillet 2012, cette livrée a disparu, car toutes les formations ont été repeinte aux couleurs de la région de Kyoto/Kita-Kinki .

#### Couleur spéciale Fukuchiyama
Code couleur :  ■ ■ ■ ■
Couleur exclusive de la série 113-3800 pour la ligne Fukuchiyama de JR West. Il est peint dans un mélange éclectique des anciennes et nouvelles couleurs Fukuchiyama mentionnées ci-dessus, avec un fond crème, du marron autour des fenêtres et deux bandes jaunes et bleues en dessous. La série 113-3800 a été complètement supprimée en septembre 2008 en raison du remplacement par la série 225-5500

#### Nouvelle couleur du Kansai
Code couleur :  ■ ■ ■
C'est la couleur des véhicules ayant subi des travaux de rénovation structurelle chez JR West. À l'exception des voitures sur la ligne Obama et la ligne Kinokuni, la couleur de peinture standard est un marron clair avec du gris brun autour des fenêtres et une bande bleue représentant l'entreprise en dessous. On l'appelle aussi «couleur café au lait» parmi les amateurs. Après 2010, les couleurs de peinture des trains ont été unifiées les unes après les autres, et la formation P-07 appartenant au dépôt général de matériel roulant de Shimonoseki, et qui fut la dernière à garder cette livrée, a été repeinte en jaune foncé le 8 novembre 2017 et la nouvelle livrée Kansai a disparu .

#### Couleur Obama
Code couleur :  ■ ■
Il s'agit d'une couleur spéciale pour les véhicules rénovés utilisés pour la desserte aux heures de pointe sur la ligne Obama. La coloration est avec un vert émeraude et du blanc crème. Le design de l'intérieur de la voiture est également différent des autres voitures rénovés. Cette couleur était appelée « couleur crème soda », en la comparant au « café au lait ».
Seuls les 3 trains de 12 voitures et 4 voitures (séries 113-5700 et série 113-7700) déployés au centre ferroviaire de la gare de Fukuchiyama (actuellement district ferroviaire de Fukuchiyama) ont été repeints, et ils étaient en service régulier sur la ligne Obama jusqu'en 2006. Après cela, chaque formation est revenue à une autre livrée, et la couleur d'Obama a disparu en 2009. Le design intérieur de la voiture a également été modifié pour correspondre à celui des voitures rénovées conventionnelles pour faciliter les inspections de maintenance.

#### Couleur Océan Wakayama
Code couleur :  ■ ■
La nouvelle couleur standard de la branche Wakayama, peinte sur la série 113-2000, est le vert océan avec une bande lavande. Il s'agit d'un véhicule destiné à opérer entre Gobō et Kii-Tanabe sur la Ligne principale Kisei. Cependant, comme il appartient à la branche Hineno du Suita General Rolling Stock Depot, il peut être vu tôt le matin et tard le soir entre Hineno sur la ligne Hanwa et Gōbo sur la Ligne principale Kisei. Les autres véhicules appartenant à Hineno sont restés dans la livrée Wakayama habituelle, ce qui en fait l'unique portant cette livrée .En décembre 2013, la formation HG202 a été changée en couleur monochrome et cette peinture a disparu.

#### Nouvelle couleur d'Hiroshima
Code couleur :  ■ ■ ■
Elle est similaire à la Nouvelle couleur du Kansai, mais la différence est que la partie beige est blanche et qu'il y a également une bande brune autour de l'ourlet de la carrosserie. On l'appelle « Hiroshima café au lait », car sa couleur est plus claire que la nouvelle couleur du Kansai. De plus, dans la zone de la succursale d'Hiroshima, cette livrée perdura jusqu'au transfert de la formation de la série 113 P. En 2008, le transfert de la série 113 vers la gare générale de matériel roulant de Kyōto a commencé afin de remplacer la série 103. La Nouvelle couleur d'Hiroshima de la série 113 a disparu en juillet 2016 en raison de la recoloration en jaune foncé ou de la réforme. La formation F-08, qui est restée dans cette peinture jusqu'à la fin, est devenue un véhicule d'entraînement pour le district ferroviaire de Fukuchiyama, mais elle a été démantelée en février 2022 et n'existe plus.

#### Couleur Kyoto/Kita-Kinki
Code couleur :  ■
C'est l'une des peintures uniforme / monochrome régionales que la JR West utilise depuis 2009. C'est une couleur composée uniquement de vert foncé. Le 17 juillet 2010, la configuration C13 du centre de conduite générale de Kyoto, qui fut repeinte à l'usine de Suita, a été modifiée pour la première fois. Le 17 novembre de la même année, la formation S34 de la station de conduite générale de Miyahara a été repeinte en livrée vert foncé, ce qui en fait la première voiture 40N à être peinte avec une livrée monochrome. Le 7 janvier 2011, la formation S3 du district ferroviaire de Fukuchiyama a été remplacée par la livrée vert foncé, et la formation L12 appartenant au centre d'opérations général de Kyoto a été la première de ce centre à être monochrome vert foncé le 18 mai.

#### Couleur de Wakayama
Code couleur :  ■
Il s'agit de l'un des revêtements uniforme / monochrome régionaux que JR West utilise depuis 2009. Il s'agit d'une couleur unique bleu-vert qui évoque la vivacité de l'océan Pacifique. En 2012, la formation HG201 qui est entrée dans l'usine de Suita a été remplacée par une peinture monochrome bleu-vert et est entrée en service le 25 août de la même année. En raison de l'introduction de la série 227 dans la révision des horaires du 14 mars 2020, les voitures de la série 113-2000 ont été démolies et ont disparu du paysage.

#### Couleur Setouchi
Code couleur :  ■
Il s'agit de l'un des revêtements uniforme / monochrome régionaux que JR West utilise depuis 2009. Il s'agit d'une seule couleur jaune foncé qui évoque l'image de la lumière du soleil se reflétant sur la riche mer de Seto. Lorsqu'il est apparu pour la première fois, il s'appelait « Train jaune du bonheur ». La rationalisation monochromatique rappelait la fin de l'ère JNR (lorsque les voitures diesel étaient repeintes en vermillon no 5). Parmi les passionnés, principalement sur Internet, on parle de « coloration tardive ». On l'appelle aussi parfois « Takuan ».
La formation B-07 appartenant au district ferroviaire d'Okayama, qui a participé le 26 mai 2012, a été la première à porter cette livrée .
Elle existe toujours sur des série 113/115 et 117 en 2023.

#### Couleur Shikoku
Code couleur :
Il s'agit de la couleur appliquée lorsque la série 111 a été héritée par JR Shikoku. Il était blanc ivoire (crème taille 10), enveloppée par une ceinture bleu clair (bleu taille 26), la couleur corporative de JR Shikoku.

#### Couleur de renouvellement JR Shikoku
Code couleur :  
Il s'agit de la couleur de peinture appliquée aux véhicules transférés de JR East à JR Shikoku en remplacement de la série 111. La palette de couleurs était différente pour chaque formation, la première formation étant bleu ciel et vert, la deuxième formation étant rose et rouge et la troisième formation étant jaune et orange.

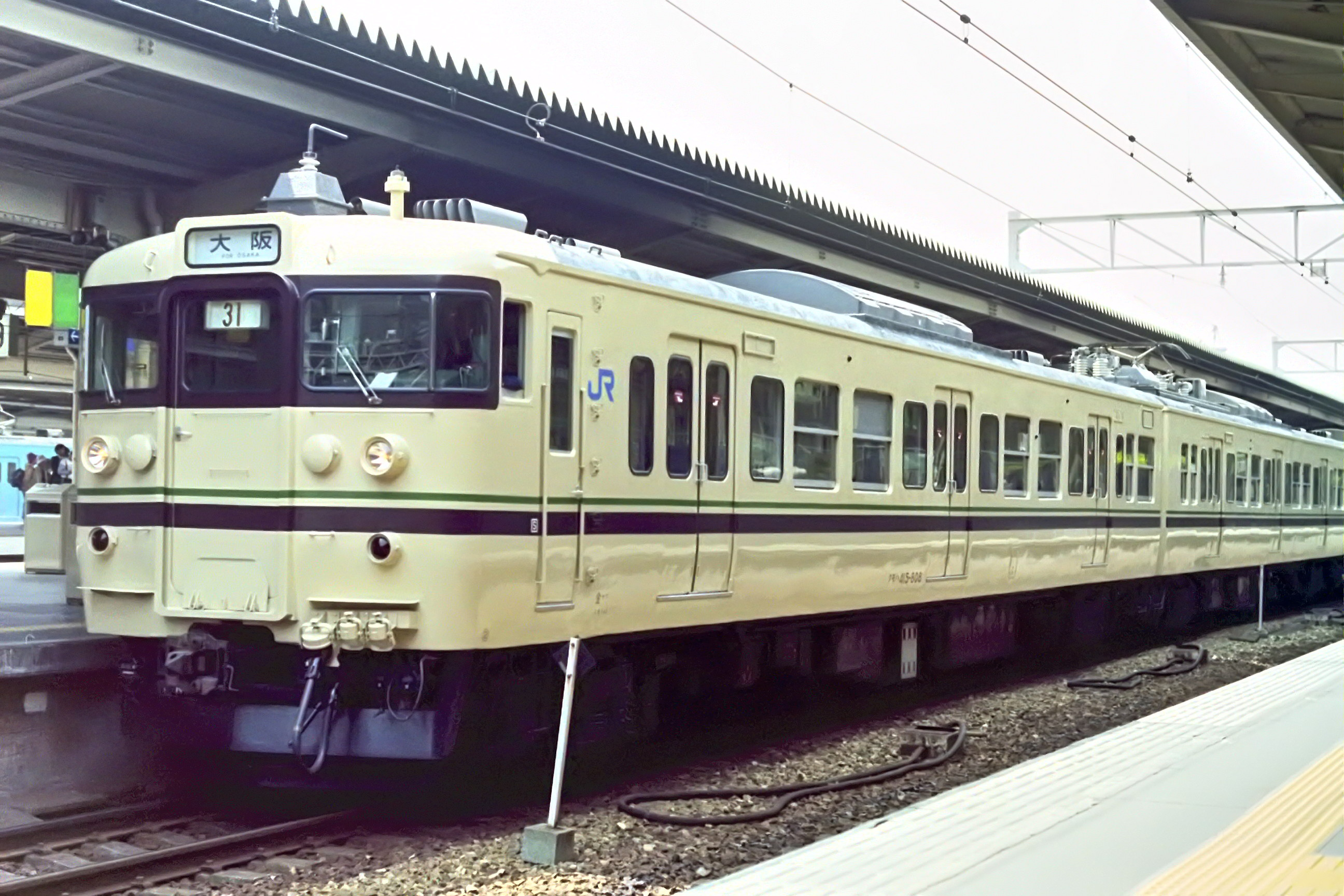
Couleur Fukuchiyama (nouvelle)
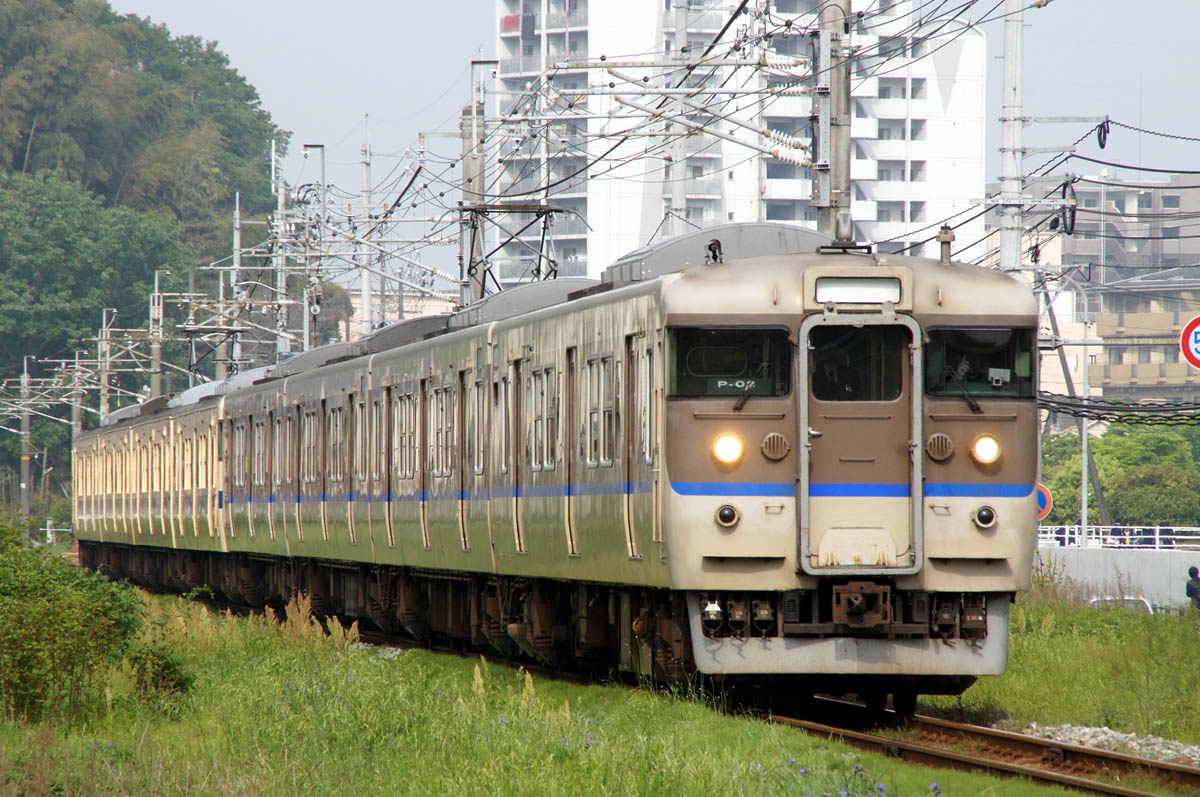
Nouvelle couleur du Kansai
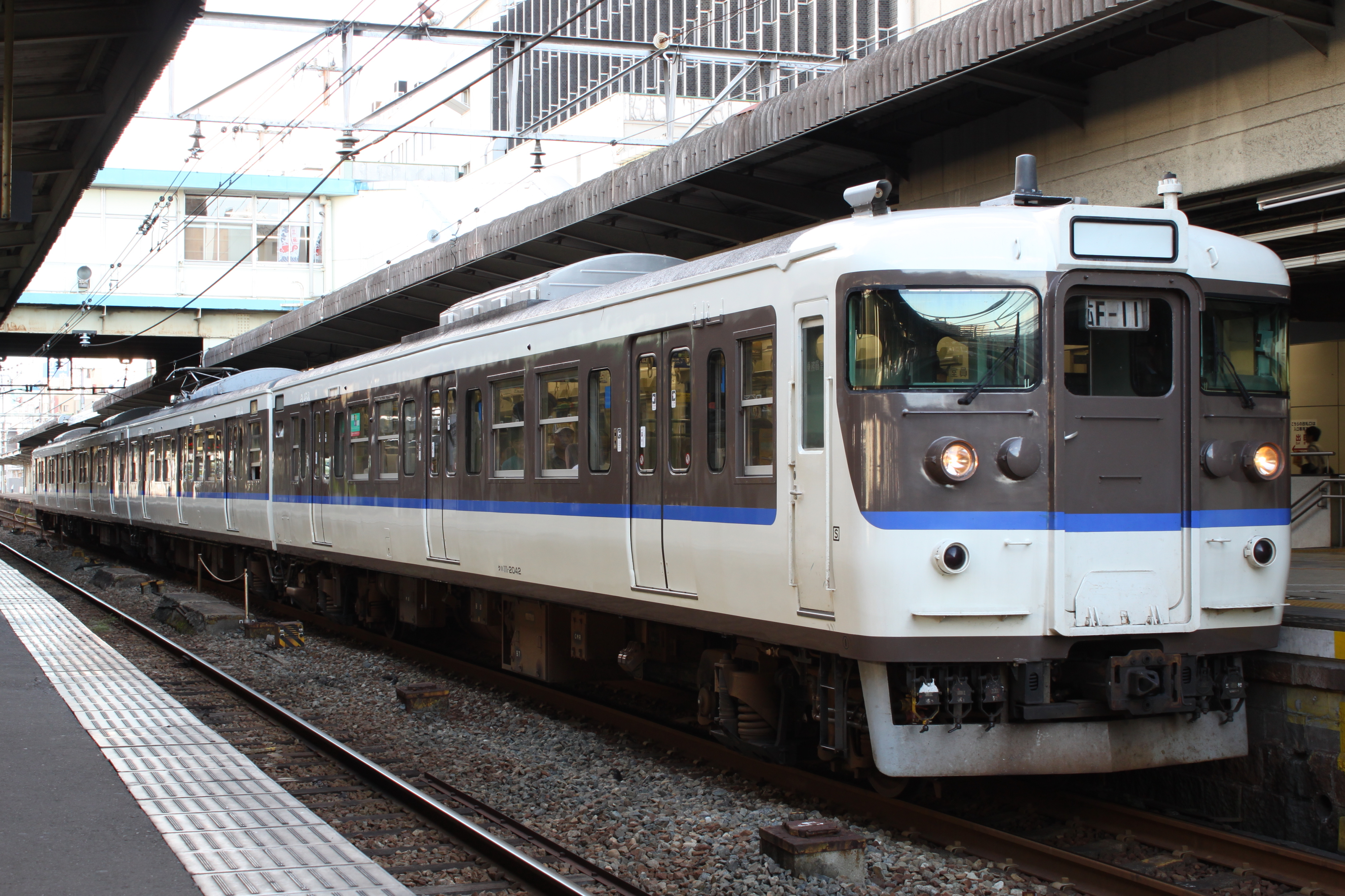
Nouvelle couleur d'Hiroshima
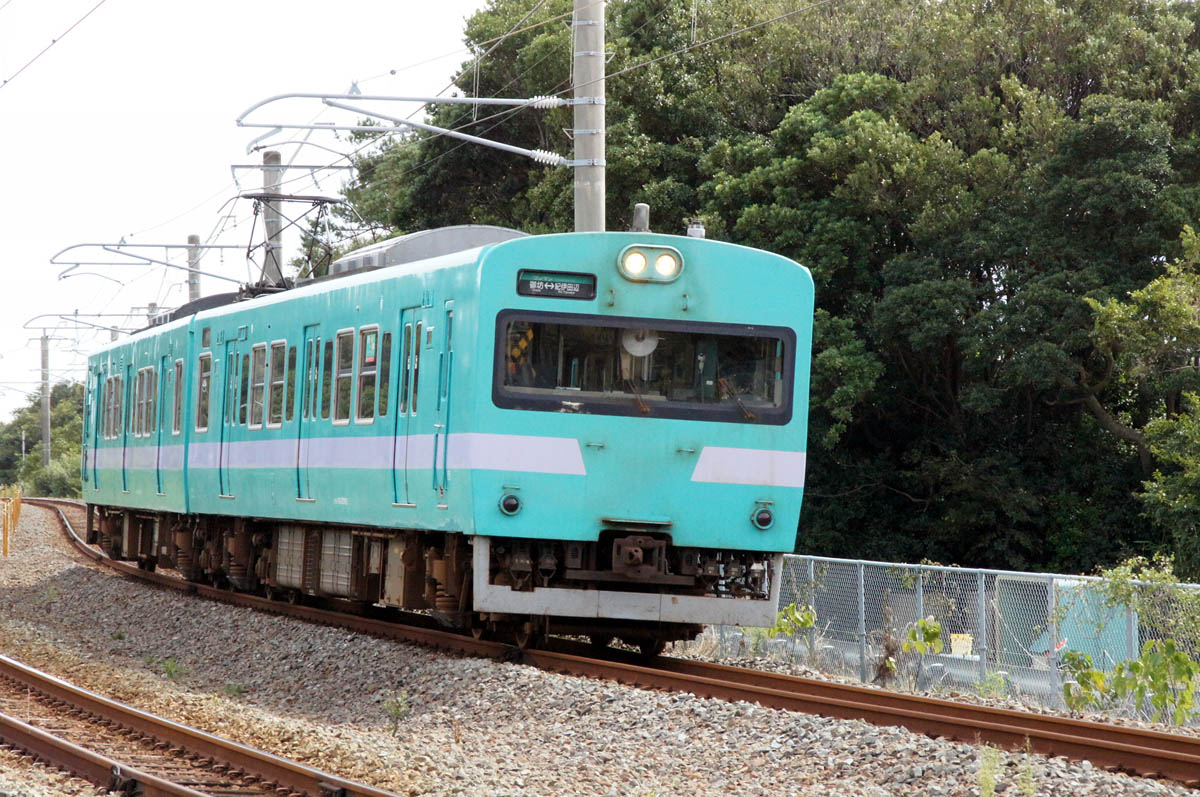
Couleur Océan Wakayama
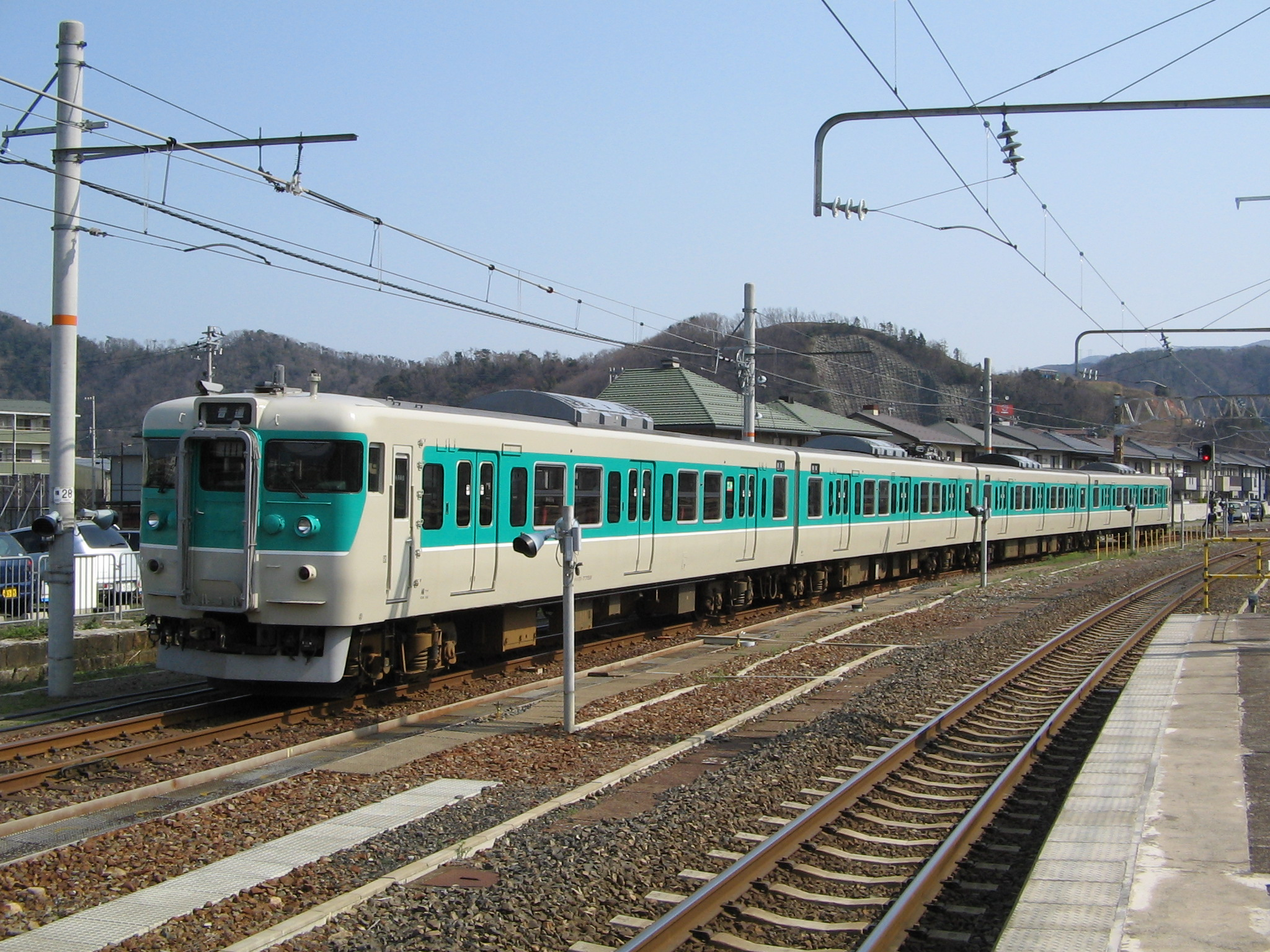
Couleur Obama
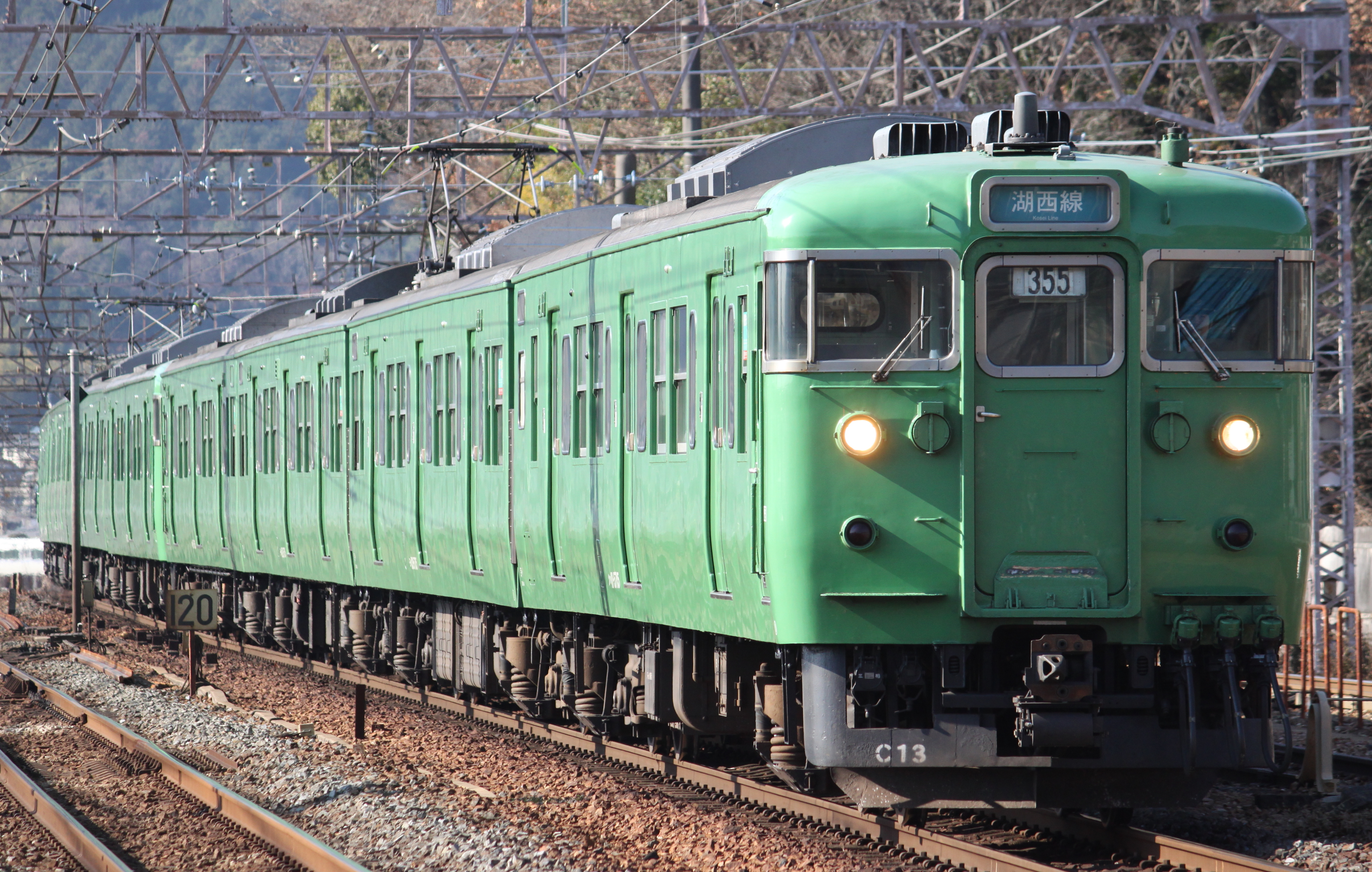
Couleur Kyoto/Kita-Kinki
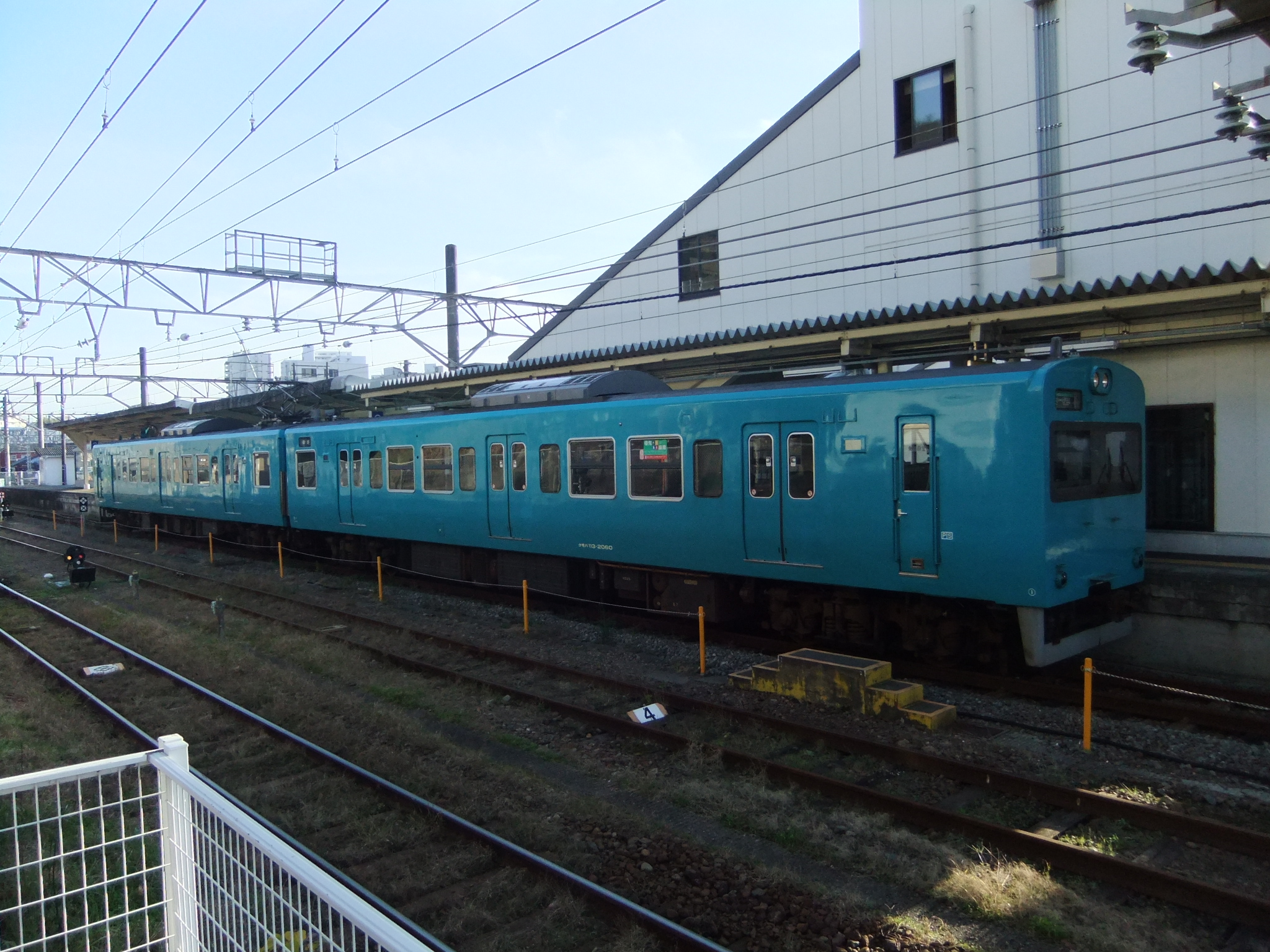
Couleur de Wakayama
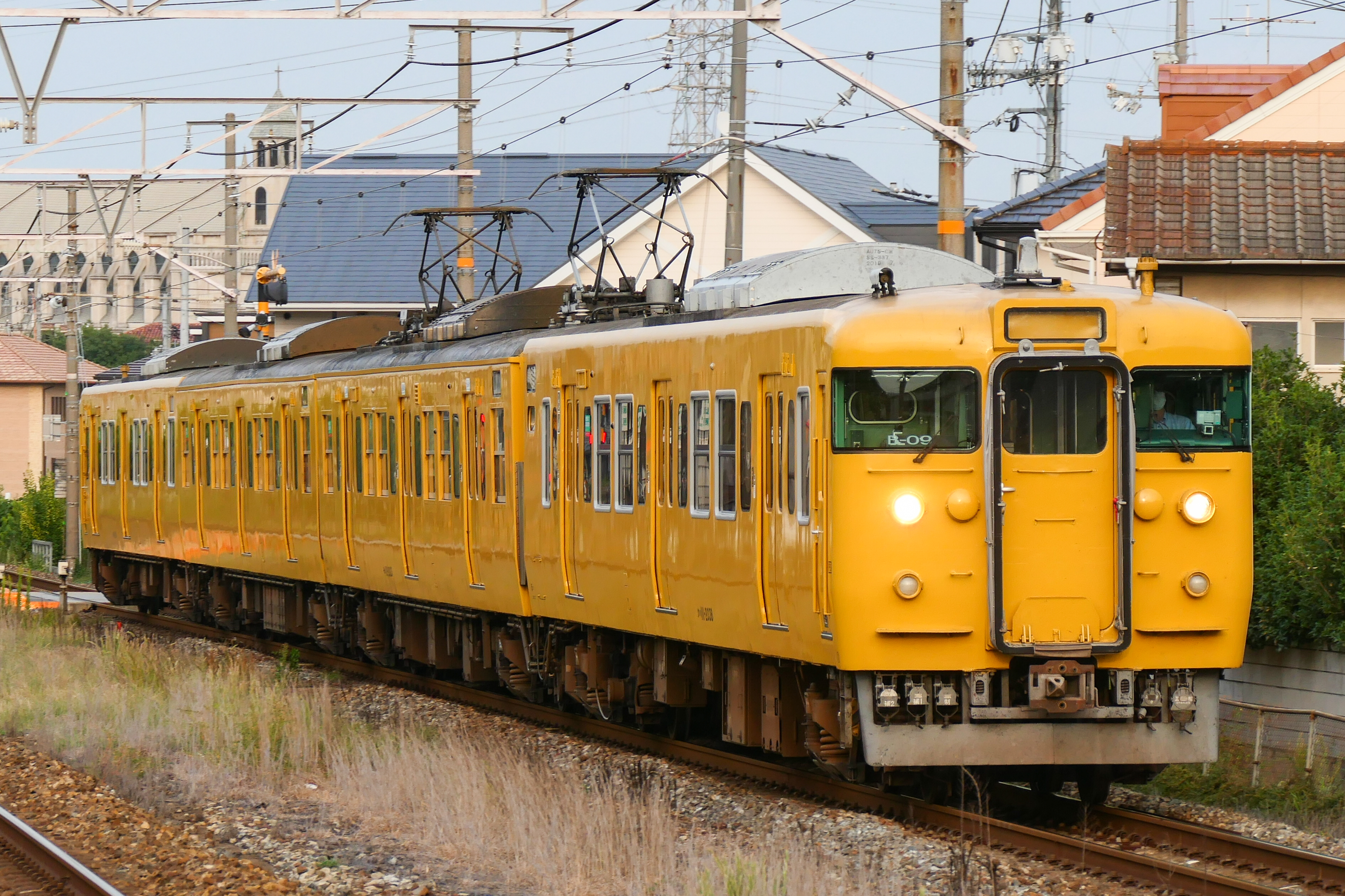
Couleur Setouchi

### Événement/Peinture spéciale

#### Couleur panda Shirahama
C'est une livrée créée afin de promouvoir la ligne principale de Kisei et l'Adventure Worldpanda
Plus tard, les trains avec un pelliculage liés aux pandas n'ont plus été exploités sur la ligne Hanwa et Kinokuni. Pourtant depuis 2017, la série 287 utilisée pour le service express limité « Kuroshio » a été pelliculée avec le « Panda Kuroshio Smile Adventure Train ».

#### Couleur Raisin
Code couleur : ■
Bien qu'elles n'aient jamais été utilisées en exploitation commerciale, deux voitures Kuha 111 (1060 et 1375) ont été peintes dans cette couleur pour le « Anime Dream Train 1999 » qui s'est tenu à la gare de Shinagawa en 1999. Cela a été fait pour la faire ressembler à la vieille voiture de tourisme qui apparaît dans le manga « Galaxy Express 999 » de Leiji Matsumoto. La série 103, qui devait être démolie dans le district ferroviaire de Narashino (à l'époque), a été repeinte de la même couleur et utilisée comme voiture intermédiaire, et a été combinée avec la formation C62 empruntée à JR West. Étant donné que le but était d'être utilisé comme lieu pour des événements liés à l'anime, plutôt que d'exposer le véhicule, la circulation sur voie n'a pas été prise en compte du tout, et n'a pas été tractée à des locomotives ayant des formes d'attelage différentes. Il devait être mis au rebut après l'événement, il a donc été démantelé avec la série 103.

## Modélisme
Probablement un des modèles de trains les plus produits par les fabricants. Les série 111-113, sous de nombreuses variantes, ont été produites par Kato, Tomix, MicroAce et Greenmax en échelles N et HO.

## Galerie photos

### Extérieur

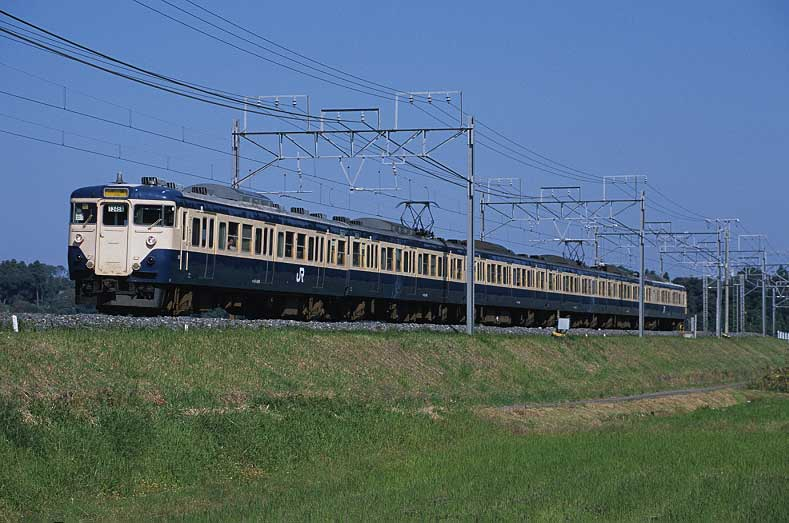
Une série 113-1000 sur la Ligne Sōbu.
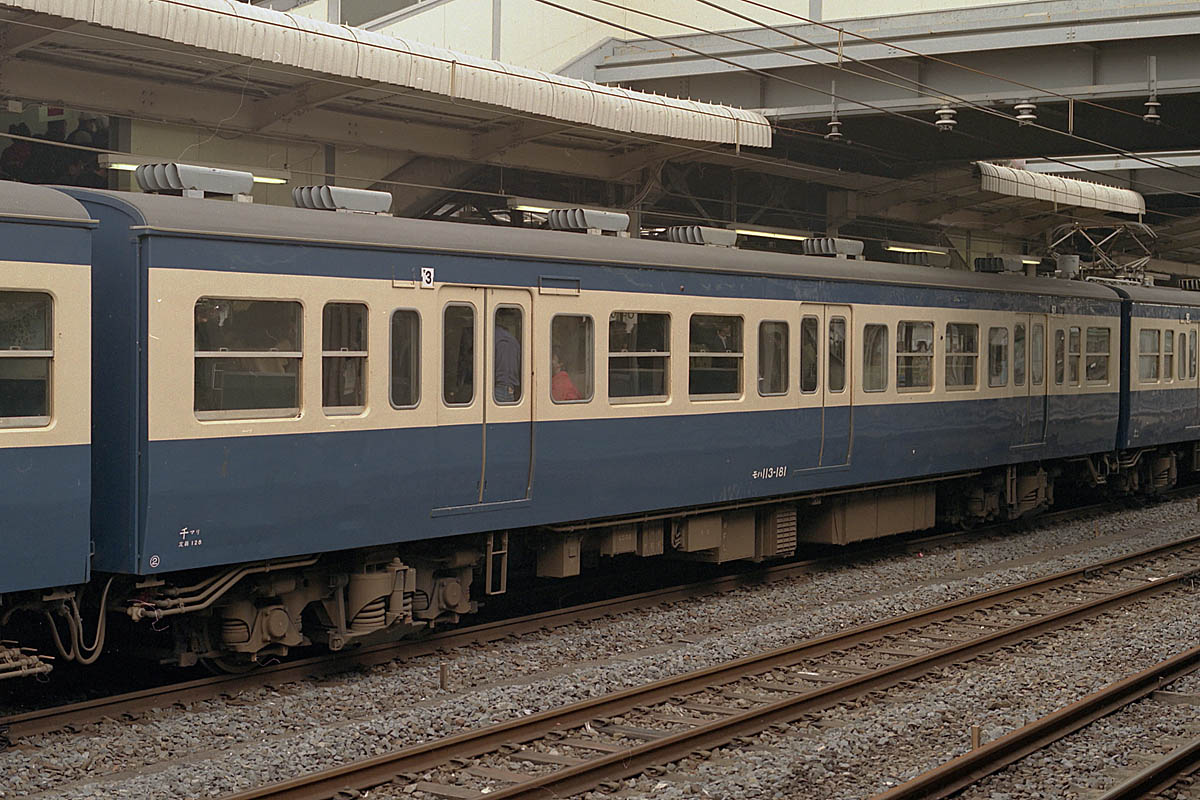
Une série 113-100 notez l'absence de climatisation.

### Intérieur

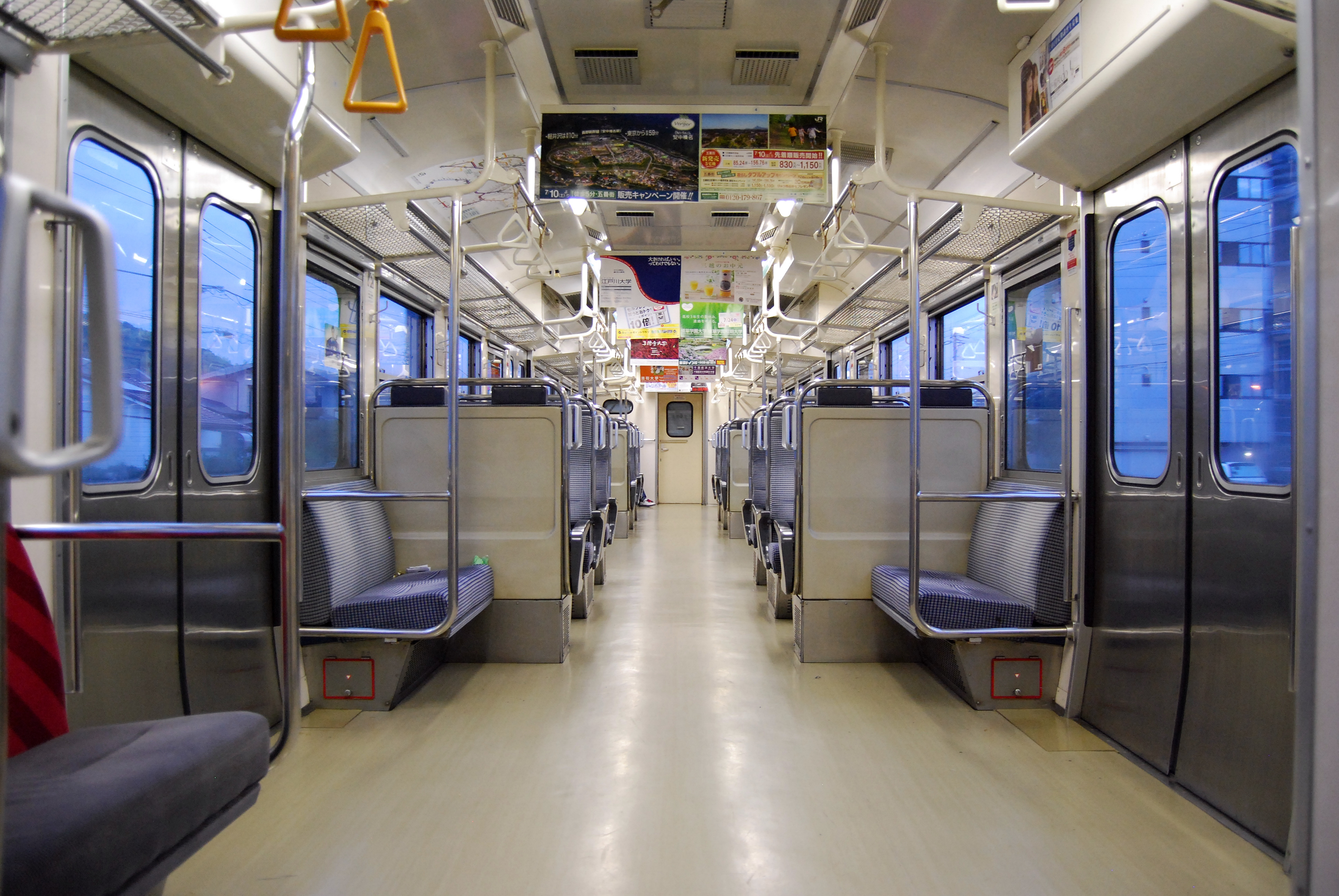
Intérieur rénové d'une rame basé au dépôt de Makuhari.